# Concours Eurovision de la chanson 2024
United by Music
- Pays participants qualifiés pour la finale
- Pays finaliste disqualifié avant la finale
- Pays participants éliminés en demi-finale
- Pays ayant participé dans le passé

Liverpool 2023 Bâle 2025
Le Concours Eurovision de la chanson 2024 est la 68e édition du concours. Il a lieu les 7, 9 et 11 mai 2024 à la Malmö Arena de Malmö en Suède‚ à la suite de la victoire de Loreen lors de l'édition 2023 avec la chanson Tattoo. C'est la septième fois que le pays accueille l'Eurovision après les éditions 1975, 1985, 1992, 2000, 2013 et 2016. Le slogan United by Music (en français : « Unis par la musique »), utilisé en 2023, est désigné comme le slogan permanent de l'Eurovision à partir de 2024. Trente-sept pays participent à cette édition.
La Suisse, représentée par Nemo et sa chanson The Code, remporte cette édition avec un total de 591 points, dont 365 de la part des jurys et 226 du télévote. C'est la troisième victoire du pays après celles de 1956 et 1988. La Croatie arrive en deuxième position avec 547 points, obtenant ainsi son meilleur résultat depuis ses débuts. L'Ukraine arrive troisième avec 453 points. Le top 5 est complété par la France et Israël.
L'édition est lourdement marquée par des controverses et des tensions entre certaines  délégations, principalement au sujet de la participation d'Israël au concours et de la disqualification du chanteur néerlandais Joost Klein.

## Préparation du concours
À la suite de la victoire suédoise en 2023, l'édition 2024 a lieu en Suède. Les préparations commencent dès la conférence de presse de la victoire de Loreen, dans la nuit du 13 au 14 mai 2023, lorsque Martin Österdahl remet aux représentants du diffuseur suédois SVT les premiers documents concernant l'organisation de l'événement. Le pays reçoit l'Eurovision pour la septième fois, après avoir accueilli les éditions 1975, 2000 et 2016 à Stockholm, l'édition 1985 à Göteborg et les éditions 1992 et 2013 à Malmö.

### Lieu
| \| 100 km1:12 968 000 Ville hôte Ville candidate \| Göteborg Malmö Stockholm Örnsköldsvik |
| 100 km1:12 968 000 Ville hôte Ville candidate                                             |

| 100 km1:12 968 000 Ville hôte Ville candidate |

Dans les jours suivants la victoire suédoise, plusieurs villes annoncent souhaiter accueillir l'Eurovision en 2024. Ainsi, Göteborg,, Malmö, et Örnsköldsvik, annoncent être prêtes à recevoir l'événement dès le 15 mai 2023. Stockholm s'ajoute à cette liste le lendemain, indiquant avoir une préférence pour la Friends Arena, le Globen, qui a accueilli les éditions 2000 et 2016 n'étant pas disponible pour rénovation. Plus tard, Eskilstuna, Partille et Sandviken, font également part de leur intérêt dans l'accueil du concours.
À Jönköping, Helene Berg, directrice générale de l'agence de tourisme du Småland appelle les autorités locales à déposer une candidature pour accueillir l'Eurovision,. La ville ne déposera finalement pas de candidature, faute de moyens financiers.
Le 7 juin 2023, la municipalité de Stockholm confirme qu'une candidature officielle est soumise,, Göteborg suit le 10 juin, proposant le Scandinavium. Le 13 juin, Malmö (avec la Malmö Arena) et Örnsköldsvik (avec la Hägglunds Arena) sont confirmées comme faisant partie des villes candidates,. Sandviken annonce pour sa part qu'elle ne candidatera finalement pas. Le 7 juillet 2023, l'UER et SVT annoncent que l'Eurovision 2024 se tiendra à la Malmö Arena de Malmö.

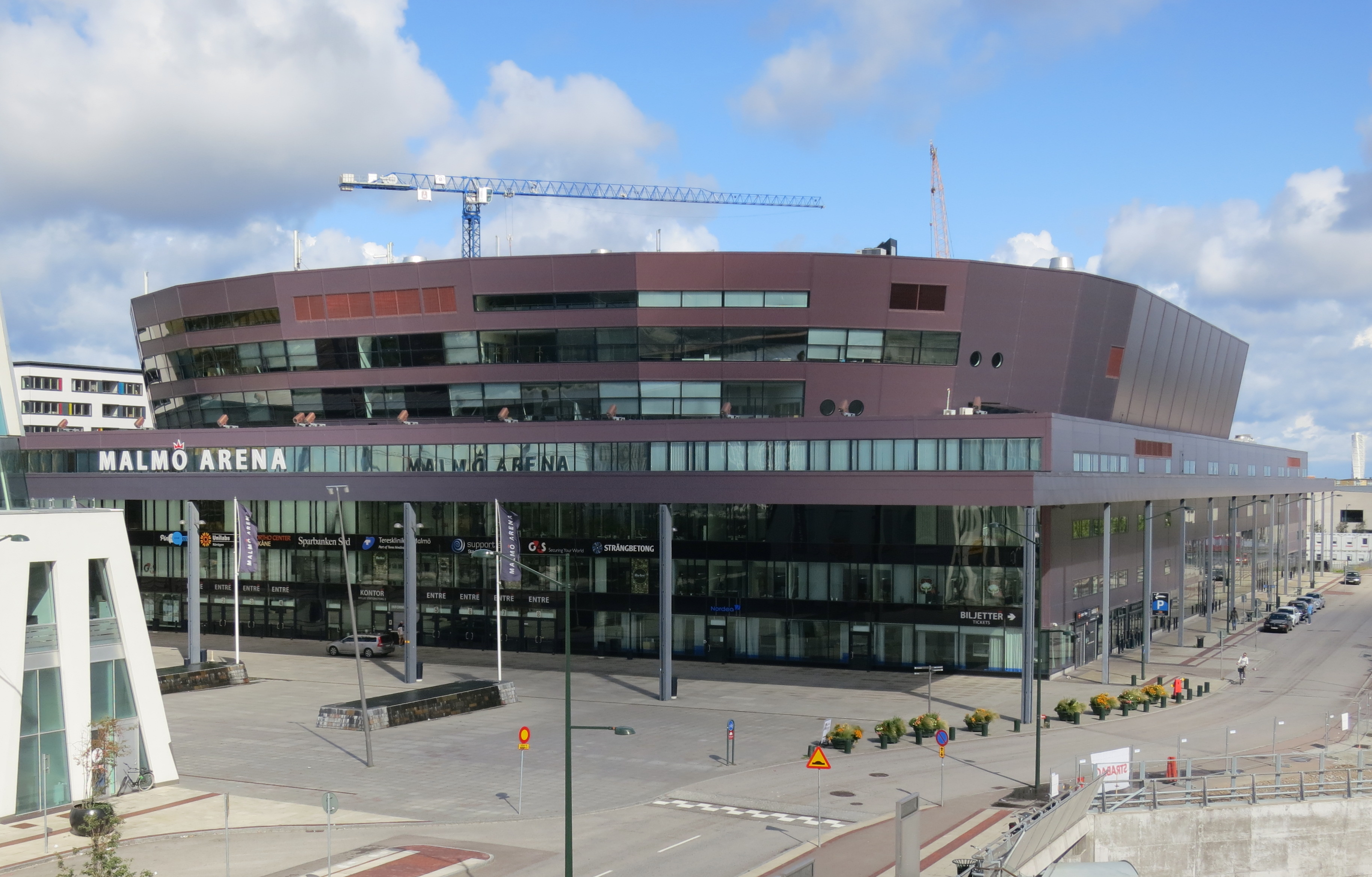
La Malmö Arena accueille la 68e édition du concours.

### Organisation
Le 7 juillet 2023, l'UER et SVT annoncent que l'Eurovision 2024 se tiendra les 7, 9 et 11 mai 2024. La ville de Malmö prévoit 30 MSEK — soit environ 2,5 M€ — de son budget pour l'organisation de l'événement.

### Partenaires
L'Eurovision 2024 se déroule en partenariat avec plusieurs entreprises. Le sponsor principal est l'entreprise israélienne Moroccanoil, et ce pour la quatrième année consécutive, dans le cadre d'un contrat courant de 2020 à 2024,,. En plus de cette dernière, les entreprises Baileys, idealista, Riedel Communications et TikTok sont une fois de plus partenaires du concours, tandis que de nouveaux partenariats se forment avec easyJet et Royal Caribbean International,.

### Présentatrices

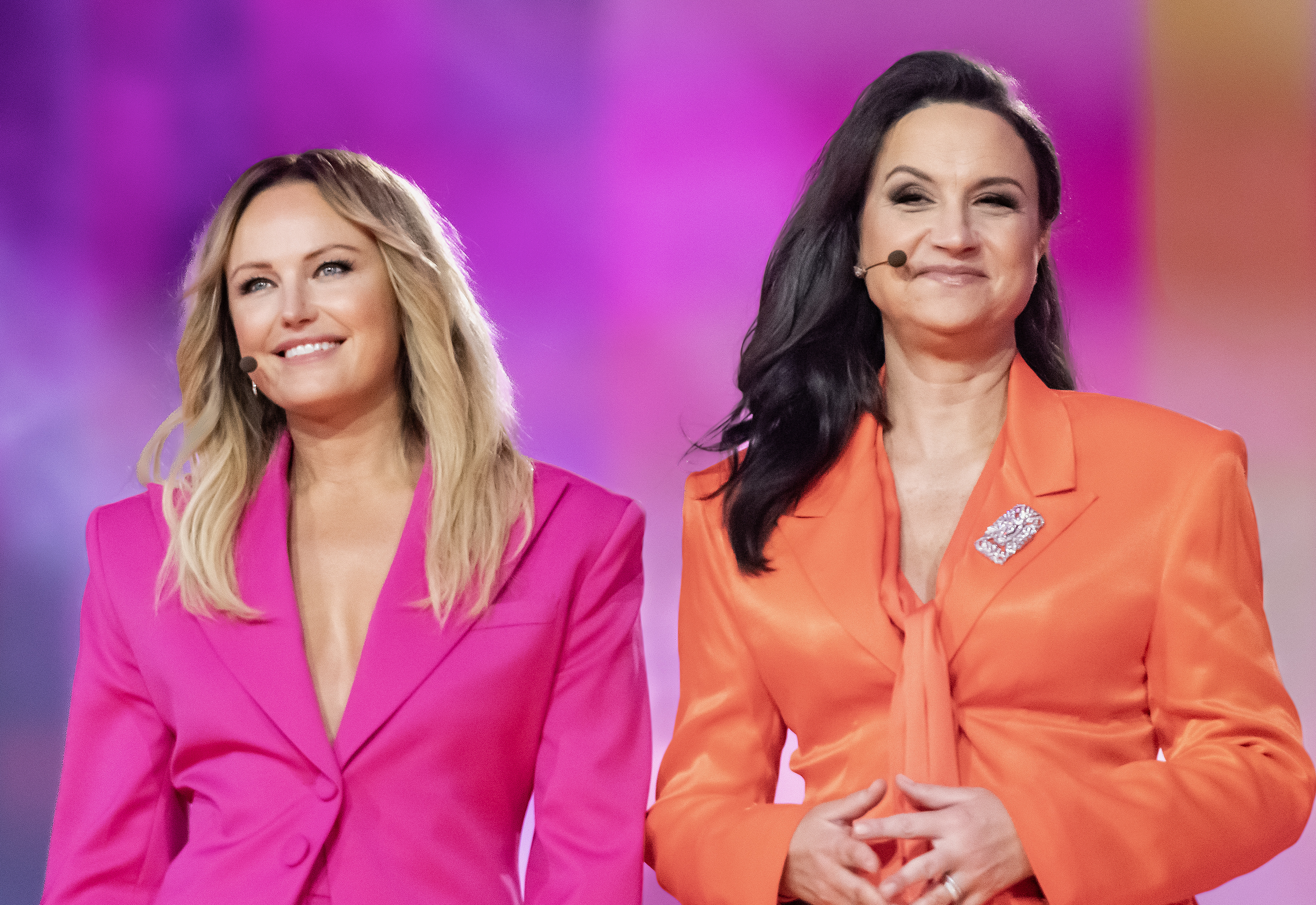
Les présentatrices du concours : Malin Åkerman et Petra Mede.

Le 5 février 2024, l'UER et le diffuseur suédois SVT annoncent les noms des deux présentatrices. Il s'agit de deux femmes : Petra Mede, animatrice de télévision qui a déjà présenté les éditions 2013 et 2016, et Malin Åkerman, actrice suédoise.

### Slogan et identité visuelle

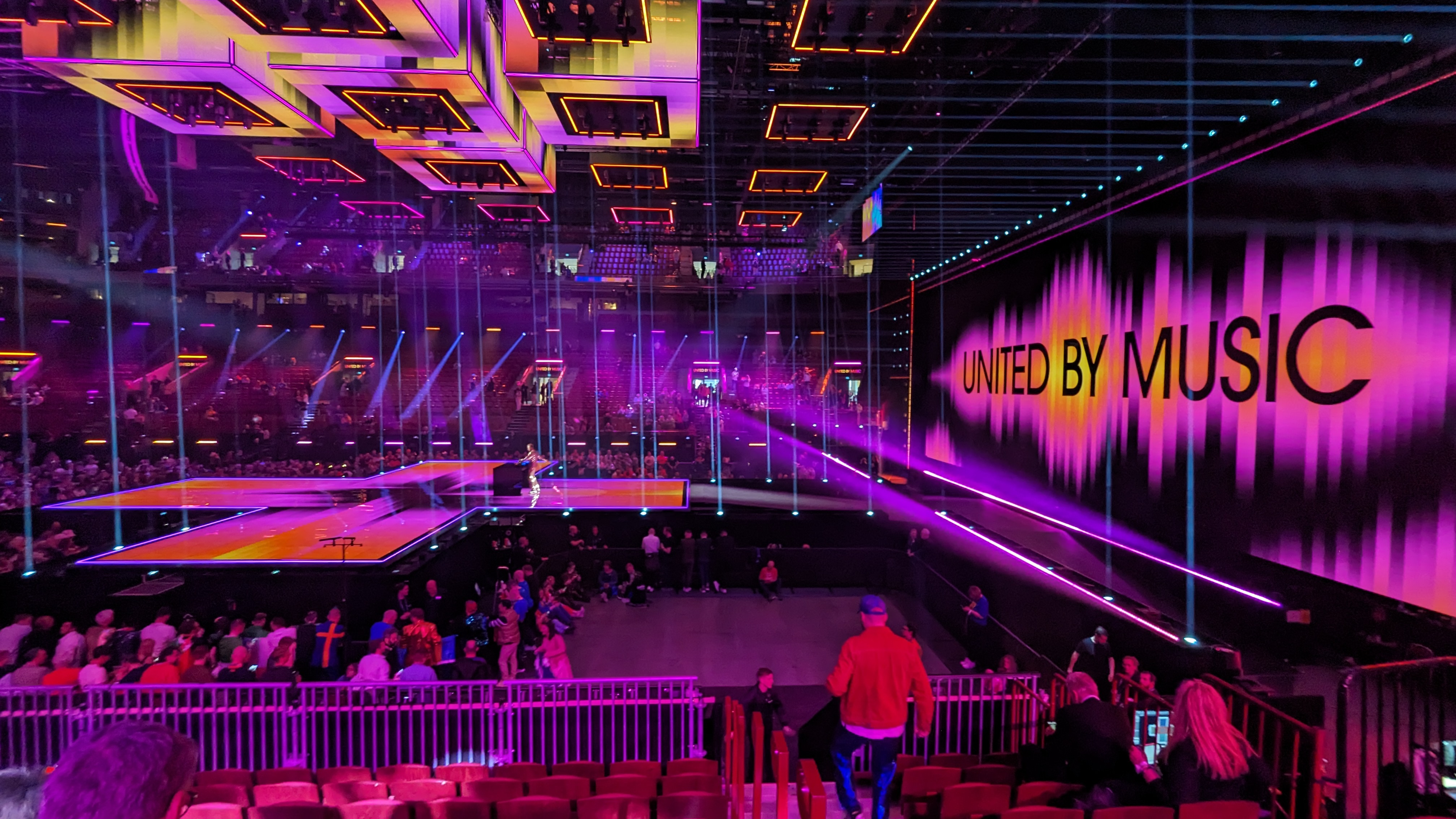
La scène de l'Eurovision 2024.

Le 14 novembre 2023, l'UER annonce la décision de conserver le slogan de l'édition 2023, United by Music (en français : « Unis par la musique »), comme slogan permanent de l'Eurovision. L'identité visuelle et le logo sont dévoilés le 14 décembre 2023. L'ensemble s'inspire à la fois des aurores polaires et des égaliseurs de son et s'intitule The Eurovision Lights (en français, « les lumières de l'Eurovision »), un jeu de mots avec « northern lights », les aurores boréales.
Le design de la scène, révélé en décembre 2023, est réalisé par Florian Wieder, qui a alors déjà imaginé les scènes de six concours précédents. La scène comporte un sol, un écran arrière et cinq cubes mobiles LED, le tout placé autour d'une croix centrale dans le but de « créer une expérience à 360 degrés » pour les spectateurs.

### Modifications du format

#### Présentation des qualifiés d'office
Le 11 mars 2024, l'UER annonce que les pays qualifiés automatiquement en finale — le pays hôte, ainsi que les cinq principaux contributeurs financiers de l'UER : l'Allemagne, l'Espagne, la France, l'Italie et le Royaume-Uni — se produiront désormais lors de demi-finales, chacun lors de la demi-finale où il a le droit de vote. Ces performances n'auront pas lieu après les participants mais entre certaines performances des demi-finalistes,.

#### Vote
Si le système de vote reste inchangé, deux changements interviennent dans la mise en place du vote. Ainsi, le reste du monde pourra voter, pour chacun des trois shows, à partir de la fin de la répétition générale ayant lieu la veille jusqu'au début dudit show, soit un intervalle de presque 24 heures. De plus, lors de la finale, la fenêtre de vote pour les pays participants sera ouverte avant la première chanson et fermera 25 minutes après la dernière performance,.

## Concours

### Liste des participants
Le 5 décembre 2023, l'Union européenne de radio-télévision publie la liste officielle des participants. Celle-ci compte trente-sept participants. Parmi eux, le Luxembourg qui fait son retour à la compétition après avoir participé pour la dernière fois en 1993. Lors de la publication de la liste, la Roumanie n'y figure pas, étant encore en discussions avec l'UER. À l'issue d'un vote interne, le pays confirme son retrait le 25 janvier 2024. Au total, treize pays ayant déjà participé ne font pas leur retour, dont :
- Macédoine du Nord – Le 5 décembre 2023, l'UER révèle la liste officielle des participants, sur laquelle la Macédoine du Nord ne figure pas. Le lendemain, le diffuseur macédonien MRT confirme par un communiqué la non-participation du pays à l'Eurovision 2024 qu'il  justifie par la célébration du grand jubilé des 80 ans de la radio macédonienne et des 60 ans de la télévision macédonienne[41],[42]. La dernière participation macédonienne était en 2022.
- Monaco – Malgré le lancement de la chaîne TV Monaco au 1er septembre 2023 et de nombreuses spéculations, engendrées par la volonté du pays de participer déjà en 2023[43], il est finalement annoncé le 15 septembre que le pays ne fera pas son retour en 2024[44]. La dernière participation monégasque était en 2006.
- Roumanie – Le 5 décembre 2023, l'UER publie la liste officielle des participants, sur laquelle la Roumanie ne figure pas. Cependant, l'union annonce également que le diffuseur roumain TVR est encore en discussions concernant sa participation. Peu de temps après,TVR explique que le paiement des frais de participation — et donc l'inclusion de la Roumanie dans le concours — dépend de l'approbation d'un nouveau plan budgétaire qu'il a soumis au ministère des Finances. L'UER a alors accepté de prolonger la date limite de paiement en conséquence[45]. Le 17 janvier 2024, le directeur de TVR, Dan Turturică, révèle que le diffuseur a jusqu'à la fin du mois de janvier pour prendre sa décision finale. Il annonce également que celle-ci sera prise lors d'une réunion du conseil tenue le 25 janvier[46]. Finalement, le jour même de ladite réunion, le retrait du pays est confirmé[47]. TVR justifie ce retrait par des « contraintes financières et le désir de représenter la Roumanie à un niveau élevé »[48]. La dernière participation du pays était en 2023.

Le diffuseur andorran annonce sa non-participation sans citer de raisons. Les diffuseurs bosnien et slovaque renoncent à un retour en raison de difficultés financières. La Biélorussie et la Russie, toutes deux exclues de l'UER, sont inéligibles à la participation,. Les absences de la Bulgarie, de la Hongrie, du Maroc, du Monténégro et de la Turquie ne sont confirmées que lors de la publication de la liste des participants.

### Tirage au sort des demi-finales

Pays participant à la première demi-finale
Pays pré-qualifié votant dans la première demi-finale
Pays participant à la deuxième demi-finale
Pays pré-qualifié votant dans la deuxième demi-finale

Pour répartir les pays dans les différentes demi-finales, un tirage au sort a lieu. Lors de celui-ci, les pays qualifiés d'office pour la finale — la Suède, pays hôte, ainsi que les cinq principaux contributeurs financiers de l'UER : l'Allemagne, l'Espagne, la France, l'Italie et le Royaume-Uni — tirent, pour leur part, la demi-finale durant laquelle ils auront le droit de vote. Préalablement au tirage, Israël est placé, sur demande du diffuseur israélien KAN, dans la deuxième demi-finale car les répétitions générales — et le vote des jurys — de la première demi-finale ont lieu le jour de Yom HaShoah.
Le tirage a lieu le 30 janvier 2024 en fonction de lots basés sur les tendances des votes lors des éditions précédentes:
| Lot 1                                                       | Lot 2                                                           | Lot 3                                                                      | Lot 4                                                       | Lot 5                                                              |
| ----------------------------------------------------------- | --------------------------------------------------------------- | -------------------------------------------------------------------------- | ----------------------------------------------------------- | ------------------------------------------------------------------ |
| - Albanie - Autriche - Croatie - Serbie - Slovénie - Suisse | - Australie - Danemark - Estonie - Finlande - Islande - Norvège | - Arménie - Azerbaïdjan - Géorgie - Israël - Lettonie - Lituanie - Ukraine | - Chypre - Grèce - Irlande - Malte - Portugal - Saint-Marin | - Belgique - Luxembourg - Moldavie - Pays-Bas - Pologne - Tchéquie |

### Artistes de retour
L'édition 2024 voit deux artistes ayant déjà participé prendre part à nouveau au concours : Hera Björk, représentante de l'Islande, ayant déjà représenté ce pays en 2010 ; et Natalia Barbu, représentante de la Moldavie et ayant représenté ce même pays en 2007.

### Répétitions
Les répétitions des demi-finalistes se déroulent dans les semaines précédant le concours, du 27 avril au 4 mai 2024. Chaque participant a deux répétitions individuelles : la première d'une durée de 30 minutes, la seconde d'une durée de 20 minutes, se déroulant dans l'ordre de passage des demi-finales. Les pays qualifiés d'office — les membres du Big Five et la Suède — ont également deux répétitions individuelles : la première le jeudi 2 mai 2024 et la seconde le samedi 4 mai 2024.
Les répétitions générales sont au nombre de trois par show : deux la veille et une le jour-même. La deuxième répétition générale, souvent nommée jury show, a lieu la veille du direct à la même heure et se déroule devant les jurys nationaux qui enregistrent leurs votes.

### Première demi-finale
Cette demi-finale a lieu le 7 mai 2024. L'ordre de passage des participants, déterminé par les producteurs, est annoncé le 26 mars 2024.

#### Ouverture et entracte

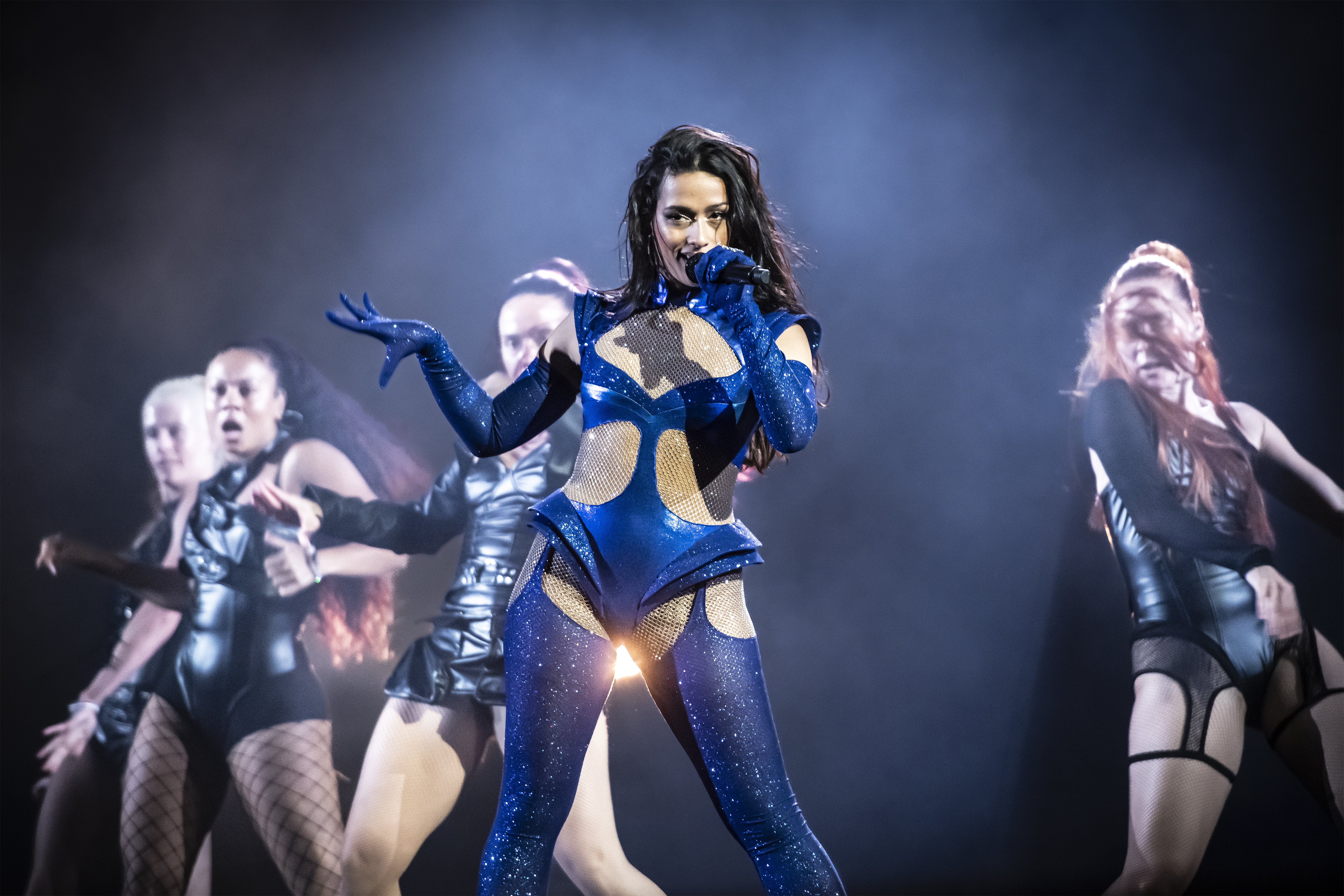
Chanel performant SloMo en ouverture de la première demi-finale.

La première demi-finale est ouverte par trois anciens participants, Eric Saade (Suède 2011), Eléni Fouréira (Chypre 2018) et Chanel (Espagne 2022), chacun interprétant sa chanson de l'Eurovision. Lors de l'entracte, Johnny Logan, double vainqueur de l'Eurovision pour l'Irlande en 1980 et 1987, interprète une reprise de Euphoria, chanson de Loreen victorieuse en 2012. Benjamin Ingrosso, représentant de la Suède en 2018, interprète un medley de ses chansons.

#### Résultats
Trois des pays qualifiés d'office, le Royaume-Uni, l'Allemagne et la Suède, se produisent également lors de cette demi-finale ; le premier après l'Irlande, la deuxième après l'Islande et la troisième après la Moldavie. Ces pays, ainsi que le « reste du monde » possèdent également le droit de vote.
Les qualifiés sont : Chypre, la Serbie, la Lituanie, l'Irlande, l'Ukraine, la Croatie, la Slovénie, la Finlande, le Portugal et le Luxembourg. Cette demi-finale voit l'Irlande se qualifier pour la première fois depuis 2018. Pour son retour, le Luxembourg réussit sa première qualification en finale. À l'inverse, la Moldavie échoue à se qualifier pour la première fois depuis 2019.
- Qualifiés
- Dernier

| Ordre | Pays        | Artiste                               | Chanson                 | Langue            | Place | Points |
| ----- | ----------- | ------------------------------------- | ----------------------- | ----------------- | ----- | ------ |
| 01    | Chypre      | Silia Kapsis                          | Liar                    | Anglais           | 6     | 67     |
| 02    | Serbie      | Teya Dora                             | Ramonda (Рамонда)       | Serbe             | 10    | 47     |
| 03    | Lituanie    | Silvester Belt                        | Luktelk                 | Lituanien         | 4     | 119    |
| 04    | Irlande     | Bambie Thug                           | Doomsday Blue           | Anglais           | 3     | 124    |
| 05    | Ukraine     | alyona alyona et Jerry Heil           | Teresa & Maria          | Ukrainien         | 2     | 173    |
| 06    | Pologne     | Luna                                  | The Tower               | Anglais           | 12    | 35     |
| 07    | Croatie     | Baby Lasagna                          | Rim Tim Tagi Dim        | Anglais           | 1     | 177    |
| 08    | Islande     | Hera Björk                            | Scared of Heights       | Anglais           | 15    | 3      |
| 09    | Slovénie    | Raiven                                | Veronika                | Slovène           | 9     | 51     |
| 10    | Finlande    | Windows95Man                          | No Rules                | Anglais           | 7     | 59     |
| 11    | Moldavie    | Natalia Barbu                         | In the Middle           | Anglais           | 13    | 20     |
| 12    | Azerbaïdjan | Fahree (en) feat. İlkin Dövlətov (en) | Özünlə Apar (en)        | Anglais, azéri    | 14    | 11     |
| 13    | Australie   | Electric Fields                       | One Milkali (One Blood) | Anglais           | 11    | 41     |
| 14    | Portugal    | iolanda                               | Grito                   | Portugais         | 8     | 58     |
| 15    | Luxembourg  | Tali                                  | Fighter                 | Français, anglais | 5     | 117    |

### Deuxième demi-finale
Cette demi-finale a lieu le 9 mai 2024. L'ordre de passage des participants, déterminé par les producteurs, est annoncé le 26 mars 2024.

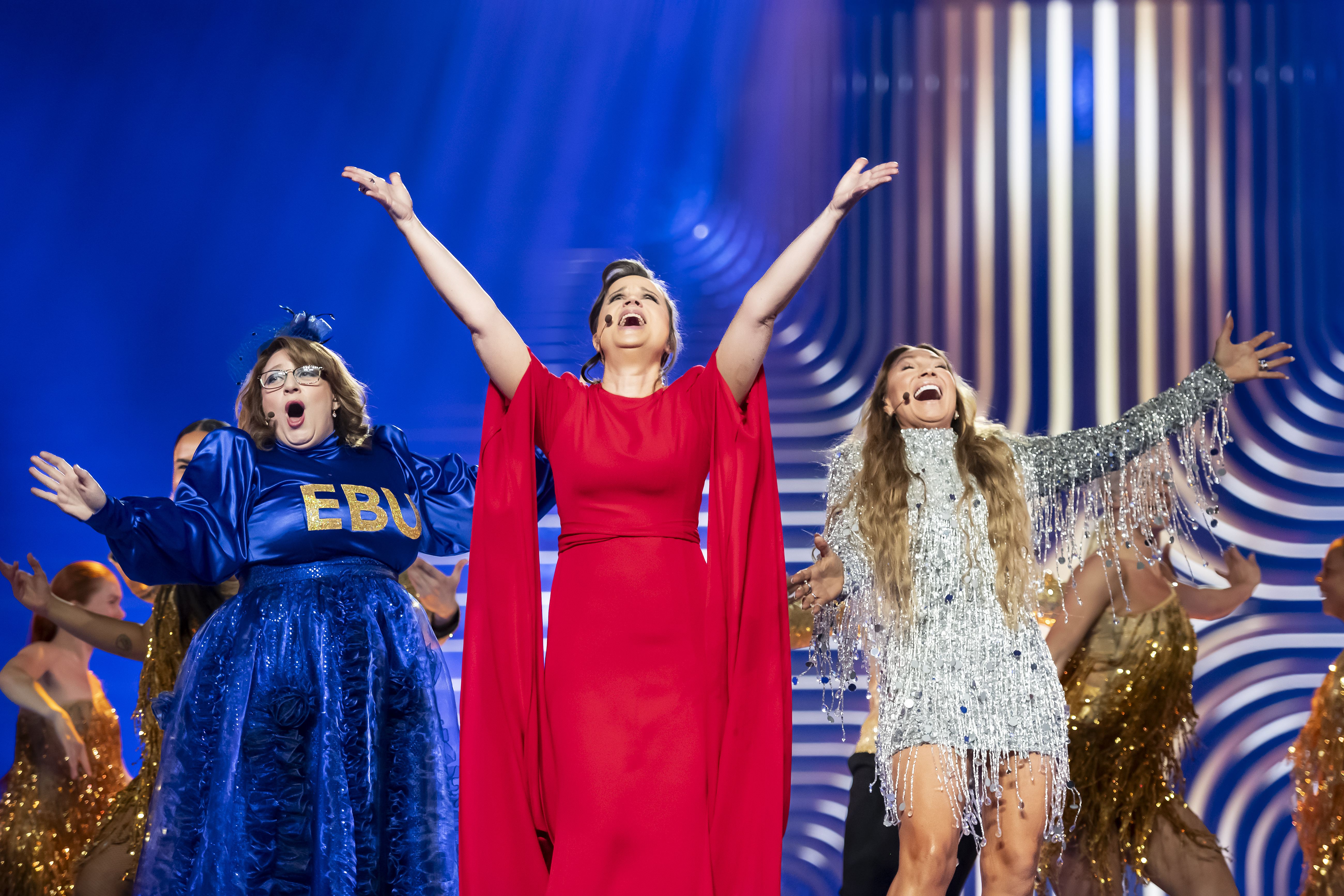
Sarah Dawn Finer (en tant que Lynda Woodruff), Petra Mede et Charlotte Perrelli interprétant We Just Love Eurovision Too Much en entracte de la deuxième demi-finale.

#### Ouverture et entracte
L'ouverture de cette demi-finale est assurée par les deux présentatrices, Petra Mede et Malin Åkerman, qui interprètent une reprise parodique de Tattoo. Les paroles sont modifiées pour indiquer comment voyager de Stockholm à Malmö. Lors de l'entracte se produisent trois gagnantes de l'Eurovision, chacune interprétant sa chanson victorieuse : Élena Paparízou avec My Number One (Grèce 2005) ; Sertab Erener avec Everyway That I Can (Turquie 2003) et Charlotte Perrelli avec Take Me to Your Heaven (Suède 1999). Comme en 2013 et 2016, une partie de l'entracte est assurée par la présentatrice, Petra Mede, qui interprète un numéro musical intitulé We just love Eurovision too much.

#### Résultats
Les trois autres pays qualifiés d'office, la France, l'Espagne et l'Italie se produisent lors de cette demi-finale ; la première après la Tchéquie, la deuxième après la Lettonie et la troisième après l'Estonie. Ces pays ainsi que le « reste du monde » possèdent également le droit de vote.
Les qualifiés sont : la Grèce, la Suisse, l'Autriche, l'Arménie, la Lettonie, la Géorgie, l'Estonie, Israël, la Norvège et les Pays-Bas. Cette demi-finale voit la Lettonie et la Géorgie se qualifier toutes deux pour la première fois depuis 2016. À l'inverse, la Belgique échoue à se qualifier pour la première fois depuis 2019.
- Qualifiés
- Dernier

| Ordre | Pays        | Artiste            | Chanson                                            | Langue          | Place | Points |
| ----- | ----------- | ------------------ | -------------------------------------------------- | --------------- | ----- | ------ |
| 01    | Malte       | Sarah Bonnici      | Loop                                               | Anglais         | 16    | 13     |
| 02    | Albanie     | Besa               | Titan                                              | Anglais         | 15    | 14     |
| 03    | Grèce       | Marína Sátti       | Zári (Ζάρι)                                        | Grec            | 5     | 86     |
| 04    | Suisse      | Nemo               | The Code                                           | Anglais         | 4     | 132    |
| 05    | Tchéquie    | Aiko               | Pedestal                                           | Anglais         | 11    | 38     |
| 06    | Autriche    | Kaleen             | We Will Rave                                       | Anglais         | 9     | 46     |
| 07    | Danemark    | Saba               | Sand                                               | Anglais         | 12    | 36     |
| 08    | Arménie     | Ladaniva           | Jako (Ժակո)                                        | Arménien        | 3     | 137    |
| 09    | Lettonie    | Dons               | Hollow                                             | Anglais         | 7     | 72     |
| 10    | Saint-Marin | Megara             | 11:11                                              | Espagnol        | 14    | 16     |
| 11    | Géorgie     | Nutsa Buzaladze    | Firefighter                                        | Anglais         | 8     | 54     |
| 12    | Belgique    | Mustii             | Before the Party's Over                            | Anglais         | 13    | 18     |
| 13    | Estonie     | 5miinust & Puuluup | (nendest) narkootikumidest ei tea me (küll) midagi | Estonien        | 6     | 79     |
| 14    | Israël      | Eden Golan         | Hurricane                                          | Anglais, hébreu | 1     | 194    |
| 15    | Norvège     | Gåte               | Ulveham                                            | Norvégien       | 10    | 43     |
| 16    | Pays-Bas    | Joost Klein        | Europapa                                           | Néerlandais     | 2     | 182    |

### Finale
La finale a lieu le samedi 11 mai 2024. Le pays hôte, la Suède, tire au sort le numéro 1 dans l'ordre de passage pour la finale lors du Meeting des Délégations le 11 mars 2024. Les pays du Big Five procèdent, après leur seconde répétition, à un tirage au sort déterminant dans quelle partie de la finale ils concourent. Enfin, pour les vingt qualifiés, une conférence de presse est organisée à la suite de chaque demi-finale durant laquelle un tirage au sort similaire a ensuite lieu,, permettant aux producteurs du concours de décider et diffuser l'ordre de passage pendant la nuit suivant la deuxième demi-finale.

#### Ouverture et entracte
L'ouverture de la finale est assurée par Björn Skifs qui interprète Hooked on a Feeling. La prestation est suivie du défilé des finalistes accompagné d'un medley de hits suédois. Les entractes incluent Alcazar, avec leur chanson Crying at the Discoteque ; une reprise de Waterloo d'ABBA en hommage au 50e anniversaire de la victoire du groupe, interprétée par les gagnantes de l'Eurovision Conchita Wurst, Carola Häggkvist et Charlotte Perrelli ; et une performance de la tenante du titre, Loreen, qui interprète son nouveau titre Forever ainsi que sa chanson victorieuse Tattoo,.

#### Vote
Lors de la distribution du vote des jurys, la Suisse prend la tête dès le premier vote et la conserve jusqu'au terme de la procédure. La 2e place est, dans un premier temps, occupée par l'Irlande. Ce n'est que lors du vote slovène — dix-septième dans l'ordre du vote — que la France la prend jusqu'à la fin du vote. La 3e place est disputée par la Croatie, l'Irlande et l'Italie. Au terme du vote des jurys, le Top 5 est constitué, dans l'ordre de : la Suisse, la France, la Croatie, l'Italie et l'Ukraine.
Lors de la séquence de télévote, plusieurs jeux de points viennent perturber ce classement. D'abord, Israël, 12e du vote des jurys, reçoit 323 points du télévote après n'en avoir reçu que 52 des jurys. Le pays prend alors temporairement la tête du classement. L'Ukraine reçoit ensuite 307 points, ce qui lui permet de prendre la tête à son tour. Recevant 337 points, la Croatie prendra à son tour la tête du classement. À ce stade, seules la France et la Suisse doivent encore recevoir des points. Si la France n'en reçoit pas suffisamment pour se hisser sur le podium, la Suisse l'emportera grâce aux 226 points reçus du public.
Les deux classements montrent des différences de préférence entre les téléspectateurs et les jurys. Le plus grand écart est celui du Portugal, arrivé 7e du classement des jurys mais 20e du télévote, soit 13 places de différence. Viennent ensuite le Royaume-Uni, classée 13e par les jurys mais 25e et dernier au télévote sans recevoir de points, soit 12 places de différence, différence partagée avec l'Estonie qui se trouve dans la configuration symétrique — 25e et dernière du vote des jurys mais 13e du télévote — ; Israël, classée 12e par les jurys mais 2e par le télévote, soit 10 places de différence,.

#### Résultats

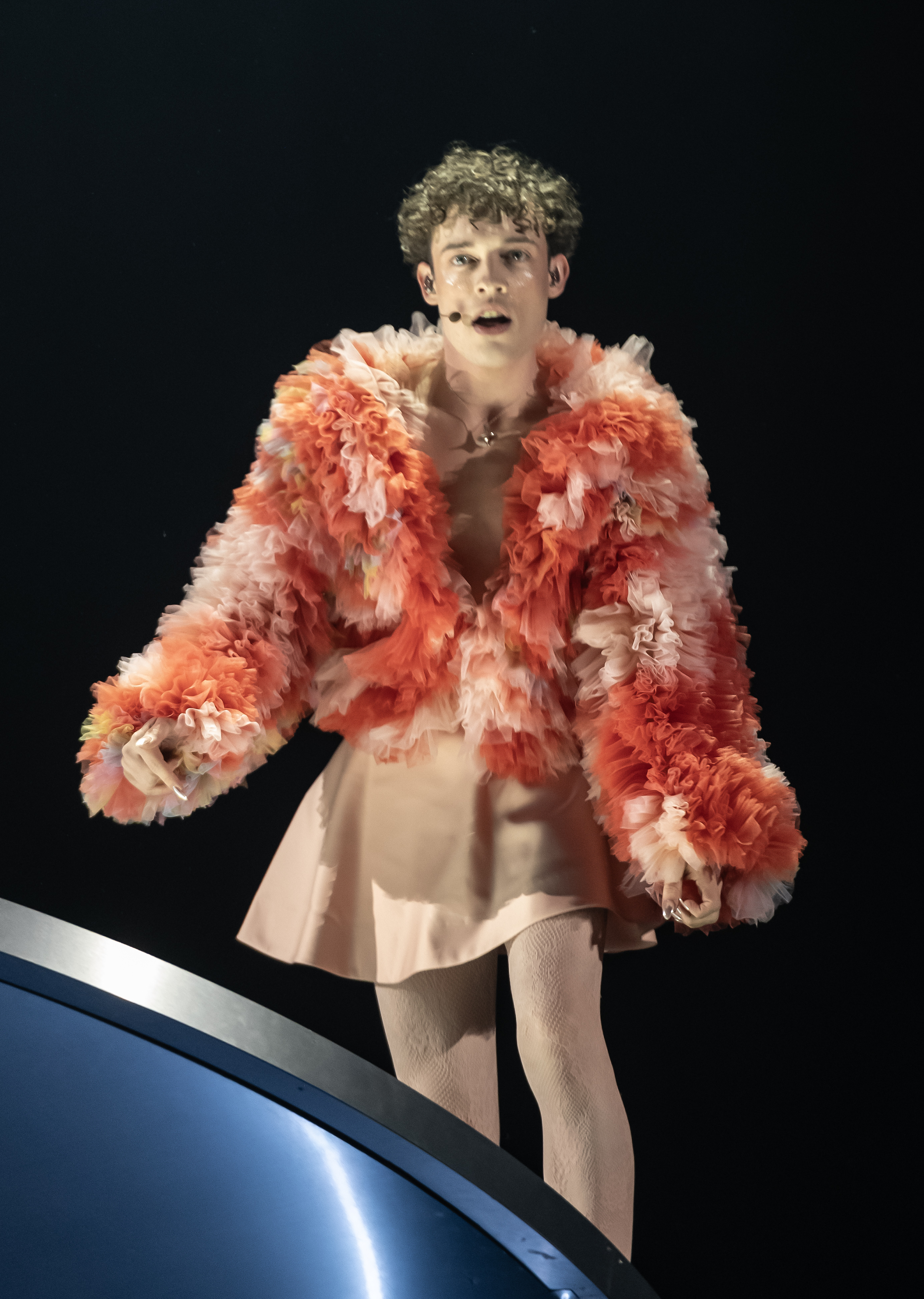
Nemo, lauréat de l'Eurovision 2024, pendant la répétition de la demi-finale.

Cette édition est remportée par la Suisse, représentée par Nemo et sa chanson The Code, avec 591 points dont 365 du vote des jurys, que le pays a remporté. Le pays remporte le Concours pour la troisième fois, ses précédentes victoires étant en 1956 et 1988. La Croatie arrive en deuxième position avec 547 points, dont 337 du télévote qu'elle a remporté, et réalise ainsi son meilleur résultat. L'Ukraine se classe troisième avec 453 points. Viennent ensuite la France avec 445 points et Israël avec 375 points. Le Top 10 est complété par l'Irlande, l'Italie, l'Arménie, la Suède et le Portugal.
Parmi les pays du Big Five, la France et l'Italie atteignent le Top 10, terminant respectivement 4e et 7e. La Suède, championne en titre, arrive en 9e place. Les autres qualifiés d'office, l'Allemagne, le Royaume-Uni et l'Espagne arrivent respectivement en 12e, 18e et 22e. La dernière place échoit à la Norvège avec 16 points, qui arrive ainsi en dernière position pour la douzième fois. C'est par ailleurs la première fois depuis 2013 que le pays en dernière position en finale n'est pas un des qualifiés d'office.
- Premier
- Deuxième
- Troisième
- Dernier
- Disqualifié

| Ordre | Pays        | Artiste                     | Chanson                                            | Langue            | Place            | Points           |
| ----- | ----------- | --------------------------- | -------------------------------------------------- | ----------------- | ---------------- | ---------------- |
| 01    | Suède H T   | Marcus & Martinus           | Unforgettable                                      | Anglais           | 9                | 174              |
| 02    | Ukraine     | alyona alyona et Jerry Heil | Teresa & Maria                                     | Ukrainien         | 3                | 453              |
| 03    | Allemagne   | Isaak                       | Always on the Run                                  | Anglais           | 12               | 117              |
| 04    | Luxembourg  | Tali                        | Fighter                                            | Français, anglais | 13               | 103              |
| 05    | Pays-Bas    | Joost Klein                 | Europapa                                           | Néerlandais       | Disqualification | Disqualification |
| 06    | Israël      | Eden Golan                  | Hurricane                                          | Anglais, hébreu   | 5                | 375              |
| 07    | Lituanie    | Silvester Belt              | Luktelk                                            | Lituanien         | 14               | 90               |
| 08    | Espagne     | Nebulossa                   | Zorra                                              | Espagnol          | 22               | 30               |
| 09    | Estonie     | 5miinust & Puuluup          | (nendest) narkootikumidest ei tea me (küll) midagi | Estonien          | 20               | 37               |
| 10    | Irlande     | Bambie Thug                 | Doomsday Blue                                      | Anglais           | 6                | 278              |
| 11    | Lettonie    | Dons                        | Hollow                                             | Anglais           | 16               | 64               |
| 12    | Grèce       | Marína Sátti                | Zári (Ζάρι)                                        | Grec              | 11               | 126              |
| 13    | Royaume-Uni | Olly Alexander              | Dizzy                                              | Anglais           | 18               | 46               |
| 14    | Norvège     | Gåte                        | Ulveham                                            | Norvégien         | 25               | 16               |
| 15    | Italie      | Angelina Mango              | La noia                                            | Italien           | 7                | 268              |
| 16    | Serbie      | Teya Dora                   | Ramonda (Рамонда)                                  | Serbe             | 17               | 54               |
| 17    | Finlande    | Windows95Man                | No Rules                                           | Anglais           | 19               | 38               |
| 18    | Portugal    | iolanda                     | Grito                                              | Portugais         | 10               | 152              |
| 19    | Arménie     | Ladaniva                    | Jako (Ժակո)                                        | Arménien          | 8                | 183              |
| 20    | Chypre      | Silia Kapsis                | Liar                                               | Anglais           | 15               | 78               |
| 21    | Suisse      | Nemo                        | The Code                                           | Anglais           | 1                | 591              |
| 22    | Slovénie    | Raiven                      | Veronika                                           | Slovène           | 23               | 27               |
| 23    | Croatie     | Baby Lasagna                | Rim Tim Tagi Dim                                   | Anglais           | 2                | 547              |
| 24    | Géorgie     | Nutsa Buzaladze             | Firefighter                                        | Anglais           | 21               | 34               |
| 25    | France      | Slimane                     | Mon amour                                          | Français          | 4                | 445              |
| 26    | Autriche    | Kaleen                      | We Will Rave                                       | Anglais           | 24               | 24               |

### Tableaux des votes

#### Première demi-finale
- Pays qualifiés
- Dernier

|                                                           |                      | Points attribués       | Points attribués     | Points attribués     | Points attribués      | Points attribués      | Points attribués     | Points attribués       | Points attribués       | Points attribués       | Points attribués         | Points attribués       | Points attribués    | Points attribués      | Points attribués       | Points attribués       | Points attribués    | Points attribués | Points attribués | Points attribués | Points attribués |
| --------------------------------------------------------- | -------------------- | ---------------------- | -------------------- | -------------------- | --------------------- | --------------------- | -------------------- | ---------------------- | ---------------------- | ---------------------- | ------------------------ | ---------------------- | ------------------- | --------------------- | ---------------------- | ---------------------- | ------------------- | ---------------- | ---------------- | ---------------- | ---------------- |
| Drapeau de Chypre                                         | Drapeau de la Serbie | Drapeau de la Lituanie | Drapeau de l'Irlande | Drapeau de l'Ukraine | Drapeau de la Pologne | Drapeau de la Croatie | Drapeau de l'Islande | Drapeau de la Slovénie | Drapeau de la Finlande | Drapeau de la Moldavie | Drapeau de l'Azerbaïdjan | Drapeau de l'Australie | Drapeau du Portugal | Drapeau du Luxembourg | Drapeau de l'Allemagne | Drapeau du Royaume-Uni | Drapeau de la Suède | RdM              | Total            |                  |                  |
| Pays                                                      | Chypre               |                        | 4                    | –                    | 1                     | –                     | –                    | 4                      | 4                      | 7                      | 2                        | 12                     | 12                  | 7                     | 8                      | 4                      | –                   | 1                | 1                | –                | 67               |
| Pays                                                      | Serbie               | 5                      |                      | –                    | –                     | –                     | –                    | 12                     | –                      | 10                     | –                        | –                      | 5                   | –                     | 1                      | 5                      | 5                   | –                | –                | 4                | 47               |
| Pays                                                      | Lituanie             | 10                     | 2                    |                      | 12                    | 10                    | 7                    | 3                      | 7                      | 6                      | 7                        | 2                      | 3                   | 6                     | 4                      | 10                     | 8                   | 12               | 5                | 5                | 119              |
| Pays                                                      | Irlande              | 6                      | 7                    | 8                    |                       | 8                     | 8                    | 6                      | 3                      | 4                      | 8                        | 5                      | 6                   | 10                    | 7                      | 6                      | 6                   | 10               | 6                | 10               | 124              |
| Pays                                                      | Ukraine              | 12                     | 6                    | 12                   | 8                     |                       | 12                   | 8                      | 10                     | 8                      | 10                       | 10                     | 10                  | 8                     | 12                     | 8                      | 10                  | 7                | 10               | 12               | 173              |
| Pays                                                      | Pologne              | –                      | –                    | 4                    | 7                     | 3                     |                      | –                      | 8                      | 1                      | –                        | –                      | –                   | 1                     | –                      | –                      | 2                   | 6                | 3                | –                | 35               |
| Pays                                                      | Croatie              | 7                      | 12                   | 10                   | 10                    | 12                    | 10                   |                        | 12                     | 12                     | 12                       | 8                      | 7                   | 12                    | 6                      | 7                      | 12                  | 8                | 12               | 8                | 177              |
| Pays                                                      | Islande              | 1                      | –                    | –                    | –                     | –                     | –                    | –                      |                        | –                      | –                        | –                      | –                   | –                     | –                      | –                      | –                   | –                | 2                | –                | 3                |
| Pays                                                      | Slovénie             | 2                      | 10                   | 3                    | –                     | –                     | 4                    | 10                     | –                      |                        | 3                        | 4                      | 1                   | 3                     | 3                      | 1                      | –                   | –                | –                | 7                | 51               |
| Pays                                                      | Finlande             | –                      | –                    | 6                    | 5                     | 6                     | 5                    | 5                      | 6                      | 3                      |                          | –                      | –                   | 5                     | –                      | 2                      | 3                   | 4                | 8                | 1                | 59               |
| Pays                                                      | Moldavie             | 3                      | 3                    | –                    | 2                     | 4                     | –                    | 1                      | –                      | –                      | –                        |                        | 2                   | –                     | 5                      | –                      | –                   | –                | –                | –                | 20               |
| Pays                                                      | Azerbaïdjan          | –                      | 1                    | 1                    | –                     | 1                     | 1                    | –                      | –                      | –                      | 1                        | 6                      |                     | –                     | –                      | –                      | –                   | –                | –                | –                | 11               |
| Pays                                                      | Australie            | –                      | –                    | 2                    | 4                     | 5                     | 2                    | –                      | 2                      | –                      | 5                        | 1                      | –                   |                       | 2                      | 3                      | 4                   | 5                | 4                | 2                | 41               |
| Pays                                                      | Portugal             | 4                      | 5                    | 5                    | 3                     | 2                     | 3                    | 2                      | 1                      | 2                      | 4                        | 3                      | 4                   | 2                     |                        | 12                     | 1                   | 2                | –                | 3                | 58               |
| Pays                                                      | Luxembourg           | 8                      | 8                    | 7                    | 6                     | 7                     | 6                    | 7                      | 5                      | 5                      | 6                        | 7                      | 8                   | 4                     | 10                     |                        | 7                   | 3                | 7                | 6                | 117              |
| Le tableau suit l'ordre de passage des pays participants. |                      |                        |                      |                      |                       |                       |                      |                        |                        |                        |                          |                        |                     |                       |                        |                        |                     |                  |                  |                  |                  |

#### Deuxième demi-finale
- Pays qualifiés
- Dernier

|                                                           |                      | Points attribués    | Points attribués     | Points attribués       | Points attribués      | Points attribués    | Points attribués     | Points attribués       | Points attribués       | Points attribués      | Points attribués       | Points attribués     | Points attribués | Points attribués      | Points attribués     | Points attribués     | Points attribués     | Points attribués    | Points attribués | Points attribués | Points attribués | Points attribués |
| --------------------------------------------------------- | -------------------- | ------------------- | -------------------- | ---------------------- | --------------------- | ------------------- | -------------------- | ---------------------- | ---------------------- | --------------------- | ---------------------- | -------------------- | ---------------- | --------------------- | -------------------- | -------------------- | -------------------- | ------------------- | ---------------- | ---------------- | ---------------- | ---------------- |
| Drapeau de Malte                                          | Drapeau de l'Albanie | Drapeau de la Grèce | Drapeau de la Suisse | Drapeau de la Tchéquie | Drapeau de l'Autriche | Drapeau du Danemark | Drapeau de l'Arménie | Drapeau de la Lettonie | Drapeau de Saint-Marin | Drapeau de la Géorgie | Drapeau de la Belgique | Drapeau de l'Estonie | Drapeau d’Israël | Drapeau de la Norvège | Drapeau des Pays-Bas | Drapeau de l'Espagne | Drapeau de la France | Drapeau de l'Italie | RdM              | Total            |                  |                  |
| Pays                                                      | Malte                |                     | –                    | 3                      | –                     | –                   | –                    | –                      | 5                      | –                     | 4                      | –                    | –                | –                     | –                    | –                    | –                    | –                   | 1                | –                | –                | 13               |
| Pays                                                      | Albanie              | –                   |                      | 5                      | 3                     | –                   | –                    | –                      | –                      | –                     | 2                      | –                    | –                | –                     | –                    | –                    | –                    | –                   | –                | 4                | –                | 14               |
| Pays                                                      | Grèce                | 6                   | 8                    |                        | 8                     | 4                   | 2                    | 2                      | 12                     | –                     | –                      | 6                    | 8                | –                     | 3                    | 1                    | 6                    | 5                   | 4                | 6                | 5                | 86               |
| Pays                                                      | Suisse               | 8                   | 5                    | 7                      |                       | 8                   | 8                    | 6                      | 7                      | 7                     | 12                     | 5                    | 7                | 7                     | 4                    | 7                    | 8                    | 4                   | 8                | 8                | 6                | 132              |
| Pays                                                      | Tchéquie             | 2                   | –                    | –                      | –                     |                     | 5                    | 1                      | 1                      | 3                     | 6                      | 4                    | –                | 2                     | 5                    | 3                    | 1                    | 2                   | –                | 2                | 1                | 38               |
| Pays                                                      | Autriche             | 3                   | 4                    | 4                      | 4                     | 2                   |                      | 3                      | 4                      | 2                     | –                      | 1                    | 1                | 3                     | 8                    | 2                    | 2                    | 3                   | –                | –                | –                | 46               |
| Pays                                                      | Danemark             | 1                   | –                    | –                      | 2                     | –                   | 3                    |                        | 3                      | 4                     | 7                      | –                    | –                | 5                     | 1                    | 10                   | –                    | –                   | –                | –                | –                | 36               |
| Pays                                                      | Arménie              | 5                   | 6                    | 8                      | 6                     | 7                   | 6                    | 5                      |                        | 5                     | 8                      | 12                   | 6                | 4                     | 12                   | 5                    | 10                   | 7                   | 10               | 7                | 8                | 137              |
| Pays                                                      | Lettonie             | 7                   | –                    | –                      | 7                     | 5                   | 4                    | 7                      | –                      |                       | 3                      | 7                    | 5                | 12                    | –                    | 6                    | 3                    | 6                   | –                | –                | –                | 72               |
| Pays                                                      | Saint-Marin          | –                   | –                    | –                      | –                     | –                   | –                    | –                      | –                      | –                     |                        | 3                    | –                | –                     | –                    | –                    | –                    | 10                  | –                | 1                | 2                | 16               |
| Pays                                                      | Géorgie              | 4                   | 7                    | 6                      | –                     | 1                   | 1                    | –                      | 10                     | –                     | –                      |                      | 2                | 1                     | 6                    | –                    | –                    | 1                   | 6                | 5                | 4                | 54               |
| Pays                                                      | Belgique             | –                   | 2                    | 1                      | –                     | –                   | –                    | –                      | –                      | 1                     | –                      | 2                    |                  | –                     | 2                    | –                    | 5                    | –                   | 5                | –                | –                | 18               |
| Pays                                                      | Estonie              | –                   | 3                    | 2                      | 5                     | 6                   | 7                    | 4                      | 2                      | 12                    | 1                      | –                    | 4                |                       | 10                   | 4                    | 7                    | –                   | 2                | 3                | 7                | 79               |
| Pays                                                      | Israël               | 10                  | 12                   | 10                     | 12                    | 12                  | 10                   | 12                     | 6                      | 10                    | –                      | 10                   | 10               | 8                     |                      | 12                   | 12                   | 12                  | 12               | 12               | 12               | 194              |
| Pays                                                      | Norvège              | –                   | 1                    | –                      | 1                     | 3                   | –                    | 8                      | –                      | 6                     | 5                      | –                    | 3                | 6                     | –                    |                      | 4                    | –                   | 3                | –                | 3                | 43               |
| Pays                                                      | Pays-Bas             | 12                  | 10                   | 12                     | 10                    | 10                  | 12                   | 10                     | 8                      | 8                     | 10                     | 8                    | 12               | 10                    | 7                    | 8                    |                      | 8                   | 7                | 10               | 10               | 182              |
| Le tableau suit l'ordre de passage des pays participants. |                      |                     |                      |                        |                       |                     |                      |                        |                        |                       |                        |                      |                  |                       |                      |                      |                      |                     |                  |                  |                  |                  |

#### Finale
- Premier
- Deuxième
- Troisième
- Dernier

| Détail du vote des jurys lors de la finale                                                                 | Détail du vote des jurys lors de la finale | Détail du vote des jurys lors de la finale | Détail du vote des jurys lors de la finale | Détail du vote des jurys lors de la finale | Détail du vote des jurys lors de la finale | Détail du vote des jurys lors de la finale | Détail du vote des jurys lors de la finale | Détail du vote des jurys lors de la finale | Détail du vote des jurys lors de la finale | Détail du vote des jurys lors de la finale | Détail du vote des jurys lors de la finale | Détail du vote des jurys lors de la finale | Détail du vote des jurys lors de la finale | Détail du vote des jurys lors de la finale | Détail du vote des jurys lors de la finale | Détail du vote des jurys lors de la finale | Détail du vote des jurys lors de la finale | Détail du vote des jurys lors de la finale | Détail du vote des jurys lors de la finale | Détail du vote des jurys lors de la finale | Détail du vote des jurys lors de la finale | Détail du vote des jurys lors de la finale | Détail du vote des jurys lors de la finale | Détail du vote des jurys lors de la finale | Détail du vote des jurys lors de la finale | Détail du vote des jurys lors de la finale | Détail du vote des jurys lors de la finale | Détail du vote des jurys lors de la finale | Détail du vote des jurys lors de la finale | Détail du vote des jurys lors de la finale | Détail du vote des jurys lors de la finale | Détail du vote des jurys lors de la finale | Détail du vote des jurys lors de la finale | Détail du vote des jurys lors de la finale | Détail du vote des jurys lors de la finale | Détail du vote des jurys lors de la finale | Détail du vote des jurys lors de la finale | Détail du vote des jurys lors de la finale | Détail du vote des jurys lors de la finale |
| |                                            | Points attribués                           | Points attribués                           | Points attribués                           | Points attribués                           | Points attribués                           | Points attribués                           | Points attribués                           | Points attribués                           | Points attribués                           | Points attribués                           | Points attribués                           | Points attribués                           | Points attribués                           | Points attribués                           | Points attribués                           | Points attribués                           | Points attribués                           | Points attribués                           | Points attribués                           | Points attribués                           | Points attribués                           | Points attribués                           | Points attribués                           | Points attribués                           | Points attribués                           | Points attribués                           | Points attribués                           | Points attribués                           | Points attribués                           | Points attribués                           | Points attribués                           | Points attribués                           | Points attribués                           | Points attribués                           | Points attribués                           | Points attribués                           | Points attribués                           | Points attribués                           |
| --- | ------------------------------------------ | ------------------------------------------ | ------------------------------------------ | ------------------------------------------ | ------------------------------------------ | ------------------------------------------ | ------------------------------------------ | ------------------------------------------ | ------------------------------------------ | ------------------------------------------ | ------------------------------------------ | ------------------------------------------ | ------------------------------------------ | ------------------------------------------ | ------------------------------------------ | ------------------------------------------ | ------------------------------------------ | ------------------------------------------ | ------------------------------------------ | ------------------------------------------ | ------------------------------------------ | ------------------------------------------ | ------------------------------------------ | ------------------------------------------ | ------------------------------------------ | ------------------------------------------ | ------------------------------------------ | ------------------------------------------ | ------------------------------------------ | ------------------------------------------ | ------------------------------------------ | ------------------------------------------ | ------------------------------------------ | ------------------------------------------ | ------------------------------------------ | ------------------------------------------ | ------------------------------------------ | ------------------------------------------ | ------------------------------------------ |
| Drapeau de l'Ukraine                                                                                       | Drapeau du Royaume-Uni                     | Drapeau du Luxembourg                      | Drapeau de l'Azerbaïdjan                   | Drapeau de Saint-Marin                     | Drapeau de Malte                           | Drapeau de la Croatie                      | Drapeau de l'Albanie                       | Drapeau de la Tchéquie                     | Drapeau d’Israël                           | Drapeau de l'Australie                     | Drapeau du Danemark                        | Drapeau de l'Espagne                       | Drapeau de la Norvège                      | Drapeau de l'Allemagne                     | Drapeau de l'Arménie                       | Drapeau de la Slovénie                     | Drapeau de la Géorgie                      | Drapeau de la Suisse                       | Drapeau de la Moldavie                     | Drapeau de la Grèce                        | Drapeau de l'Estonie                       | Drapeau des Pays-Bas                       | Drapeau de l'Autriche                      | Drapeau de la France                       | Drapeau de l'Italie                        | Drapeau de la Finlande                     | Drapeau du Portugal                        | Drapeau de la Belgique                     | Drapeau de l'Islande                       | Drapeau de la Lettonie                     | Drapeau de l'Irlande                       | Drapeau de la Pologne                      | Drapeau de Chypre                          | Drapeau de la Lituanie                     | Drapeau de la Serbie                       | Drapeau de la Suède                        | Total                                      |                                            |                                            |
| Pays | Suède                                      | 8                                          | 6                                          | 1                                          | 5                                          | 2                                          | –                                          | 2                                          | –                                          | 8                                          | –                                          | 5                                          | 5                                          | 8                                          | 3                                          | 12                                         | –                                          | –                                          | –                                          | –                                          | 1                                          | 1                                          | 6                                          | –                                          | –                                          | –                                          | 6                                          | 7                                          | 3                                          | 3                                          | 1                                          | 5                                          | 10                                         | 5                                          | 2                                          | 5                                          | 5                                          |                                            | 125                                        |
| Pays | Ukraine                                    |                                            | –                                          | 5                                          | 1                                          | –                                          | –                                          | 7                                          | –                                          | 12                                         | 8                                          | 1                                          | 6                                          | –                                          | 4                                          | 4                                          | –                                          | –                                          | 5                                          | 2                                          | 12                                         | 2                                          | 10                                         | 2                                          | 6                                          | 10                                         | –                                          | 8                                          | 6                                          | 1                                          | 3                                          | 8                                          | 2                                          | 10                                         | 1                                          | 6                                          | 1                                          | 3                                          | 146                                        |
| Pays | Allemagne                                  | 7                                          | 2                                          | 4                                          | –                                          | 1                                          | –                                          | –                                          | –                                          | 5                                          | 10                                         | –                                          | –                                          | 5                                          | 6                                          |                                            | 1                                          | –                                          | 2                                          | –                                          | –                                          | 5                                          | 4                                          | 5                                          | –                                          | 8                                          | 4                                          | 3                                          | 2                                          | 8                                          | 2                                          | 4                                          | 6                                          | 4                                          | –                                          | 1                                          | –                                          | –                                          | 99                                         |
| Pays | Luxembourg                                 | 1                                          | 4                                          |                                            | 8                                          | –                                          | 4                                          | 5                                          | 4                                          | –                                          | 12                                         | 2                                          | 1                                          | –                                          | –                                          | 3                                          | –                                          | 5                                          | –                                          | –                                          | 2                                          | 3                                          | –                                          | –                                          | –                                          | 7                                          | –                                          | 4                                          | –                                          | –                                          | –                                          | –                                          | 8                                          | –                                          | 4                                          | –                                          | –                                          | 6                                          | 83                                         |
| Pays | Israël                                     | –                                          | –                                          | –                                          | –                                          | –                                          | 3                                          | –                                          | –                                          | –                                          |                                            | –                                          | –                                          | –                                          | 8                                          | 8                                          | –                                          | –                                          | 3                                          | –                                          | 3                                          | –                                          | 5                                          | –                                          | –                                          | 3                                          | –                                          | –                                          | –                                          | 5                                          | –                                          | 2                                          | –                                          | –                                          | 8                                          | 4                                          | –                                          | –                                          | 52                                         |
| Pays | Lituanie                                   | 5                                          | –                                          | –                                          | –                                          | –                                          | –                                          | –                                          | –                                          | –                                          | –                                          | –                                          | –                                          | –                                          | –                                          | 1                                          | –                                          | –                                          | –                                          | –                                          | 5                                          | –                                          | 2                                          | 4                                          | –                                          | 1                                          | –                                          | –                                          | 7                                          | –                                          | –                                          | –                                          | –                                          | –                                          | –                                          |                                            | 7                                          | –                                          | 32                                         |
| Pays | Espagne                                    | –                                          | –                                          | –                                          | –                                          | 6                                          | –                                          | –                                          | –                                          | –                                          | –                                          | –                                          | –                                          |                                            | –                                          | –                                          | –                                          | –                                          | –                                          | 1                                          | –                                          | –                                          | –                                          | –                                          | 4                                          | –                                          | 7                                          | 1                                          | –                                          | –                                          | –                                          | –                                          | –                                          | –                                          | –                                          | –                                          | –                                          | –                                          | 19                                         |
| Pays | Estonie                                    | –                                          | –                                          | –                                          | –                                          | –                                          | –                                          | –                                          | –                                          | –                                          | –                                          | –                                          | –                                          | –                                          | –                                          | –                                          | –                                          | –                                          | –                                          | –                                          | –                                          | –                                          |                                            | –                                          | 2                                          | –                                          | 2                                          | –                                          | –                                          | –                                          | –                                          | –                                          | –                                          | –                                          | –                                          | –                                          | –                                          | –                                          | 4                                          |
| Pays | Irlande                                    | 10                                         | 7                                          | –                                          | 10                                         | 7                                          | 7                                          | 8                                          | –                                          | 7                                          | –                                          | 12                                         | 7                                          | 10                                         | –                                          | –                                          | –                                          | 1                                          | –                                          | 10                                         | –                                          | –                                          | –                                          | –                                          | 3                                          | –                                          | 10                                         | 6                                          | 10                                         | 4                                          | 7                                          | –                                          |                                            | 1                                          | –                                          | 3                                          | 2                                          | –                                          | 142                                        |
| Pays | Lettonie                                   | –                                          | 3                                          | 8                                          | –                                          | –                                          | 5                                          | –                                          | –                                          | –                                          | –                                          | –                                          | 4                                          | 4                                          | –                                          | –                                          | –                                          | –                                          | 8                                          | –                                          | –                                          | –                                          | 1                                          | 1                                          | –                                          | –                                          | –                                          | –                                          | –                                          | –                                          | –                                          |                                            | –                                          | 2                                          | –                                          | –                                          | –                                          | –                                          | 36                                         |
| Pays | Grèce                                      | –                                          | –                                          | –                                          | –                                          | –                                          | –                                          | –                                          | 7                                          | –                                          | –                                          | –                                          | –                                          | –                                          | 2                                          | –                                          | 4                                          | 2                                          | –                                          | 12                                         | –                                          |                                            | –                                          | –                                          | –                                          | 4                                          | –                                          | –                                          | –                                          | –                                          | –                                          | –                                          | –                                          | –                                          | 7                                          | –                                          | 3                                          | –                                          | 41                                         |
| Pays | Royaume-Uni                                | –                                          |                                            | –                                          | –                                          | –                                          | –                                          | –                                          | –                                          | –                                          | –                                          | 4                                          | –                                          | 2                                          | –                                          | –                                          | –                                          | –                                          | –                                          | 3                                          | –                                          | –                                          | –                                          | –                                          | –                                          | –                                          | –                                          | –                                          | 4                                          | 6                                          | 8                                          | 3                                          | 4                                          | –                                          | –                                          | –                                          | 4                                          | 8                                          | 46                                         |
| Pays | Norvège                                    | –                                          | –                                          | –                                          | –                                          | –                                          | –                                          | –                                          | 6                                          | 1                                          | –                                          | –                                          | –                                          | –                                          |                                            | –                                          | –                                          | –                                          | –                                          | –                                          | –                                          | –                                          | –                                          | –                                          | 1                                          | –                                          | –                                          | 2                                          | –                                          | –                                          | –                                          | –                                          | –                                          | –                                          | –                                          | 2                                          | –                                          | –                                          | 12                                         |
| Pays | Italie                                     | 2                                          | 5                                          | –                                          | 6                                          | 10                                         | 8                                          | 6                                          | 10                                         | –                                          | 6                                          | 7                                          | –                                          | 1                                          | 5                                          | 2                                          | 8                                          | 3                                          | 7                                          | 6                                          | 10                                         | 8                                          | 3                                          | 6                                          | 10                                         | –                                          |                                            | –                                          | 5                                          | 7                                          | –                                          | –                                          | –                                          | 7                                          | 3                                          | –                                          | 6                                          | 7                                          | 164                                        |
| Pays | Serbie                                     | –                                          | –                                          | –                                          | –                                          | –                                          | –                                          | 3                                          | 1                                          | –                                          | –                                          | –                                          | 2                                          | –                                          | –                                          | –                                          | 5                                          | 4                                          | –                                          | –                                          | –                                          | –                                          | –                                          | –                                          | –                                          | –                                          | –                                          | –                                          | 1                                          | –                                          | –                                          | –                                          | 1                                          | –                                          | 5                                          | –                                          |                                            | –                                          | 22                                         |
| Pays | Finlande                                   | –                                          | –                                          | –                                          | –                                          | 4                                          | –                                          | –                                          | –                                          | –                                          | –                                          | 3                                          | –                                          | –                                          | –                                          | –                                          | –                                          | –                                          | –                                          | –                                          | –                                          | –                                          | –                                          | –                                          | –                                          | –                                          | –                                          |                                            | –                                          | –                                          | –                                          | –                                          | –                                          | –                                          | –                                          | –                                          | –                                          | –                                          | 7                                          |
| Pays | Portugal                                   | 3                                          | 12                                         | 3                                          | –                                          | 5                                          | 1                                          | 12                                         | 5                                          | 3                                          | 3                                          | –                                          | –                                          | 3                                          | –                                          | –                                          | 10                                         | 8                                          | 4                                          | 7                                          | 4                                          | 6                                          | –                                          | 8                                          | –                                          | 12                                         | –                                          | –                                          |                                            | 2                                          | 4                                          | 1                                          | 5                                          | 6                                          | –                                          | 8                                          | –                                          | 4                                          | 139                                        |
| Pays | Arménie                                    | –                                          | –                                          | 2                                          | –                                          | 8                                          | –                                          | –                                          | 8                                          | 6                                          | –                                          | –                                          | 3                                          | –                                          | 7                                          | 7                                          |                                            | 7                                          | 6                                          | 4                                          | –                                          | 4                                          | –                                          | 3                                          | 7                                          | 6                                          | 3                                          | –                                          | 8                                          | –                                          | 5                                          | 7                                          | –                                          | –                                          | –                                          | –                                          | –                                          | –                                          | 101                                        |
| Pays | Chypre                                     | –                                          | 1                                          | 7                                          | 2                                          | 3                                          | –                                          | 1                                          | –                                          | –                                          | –                                          | 6                                          | –                                          | –                                          | –                                          | –                                          | 2                                          | –                                          | –                                          | –                                          | –                                          | 10                                         | –                                          | –                                          | –                                          | –                                          | –                                          | –                                          | –                                          | –                                          | –                                          | –                                          | –                                          | –                                          |                                            | –                                          | –                                          | 2                                          | 34                                         |
| Pays | Suisse                                     | 12                                         | 10                                         | 12                                         | 12                                         | 12                                         | 12                                         | –                                          | 12                                         | 10                                         | 5                                          | 10                                         | 12                                         | 12                                         | 12                                         | 5                                          | 7                                          | 10                                         | 12                                         |                                            | 7                                          | 12                                         | 12                                         | 12                                         | 12                                         | 5                                          | 12                                         | 12                                         | 12                                         | 10                                         | 6                                          | 12                                         | 12                                         | 12                                         | 6                                          | 12                                         | 10                                         | 12                                         | 365                                        |
| Pays | Slovénie                                   | –                                          | –                                          | –                                          | 3                                          | –                                          | –                                          | 10                                         | 2                                          | –                                          | –                                          | –                                          | –                                          | –                                          | –                                          | –                                          | –                                          |                                            | –                                          | –                                          | –                                          | –                                          | –                                          | –                                          | –                                          | –                                          | –                                          | –                                          | –                                          | –                                          | –                                          | –                                          | –                                          | –                                          | –                                          | –                                          | –                                          | –                                          | 15                                         |
| Pays | Croatie                                    | 4                                          | 8                                          | 6                                          | 4                                          | –                                          | 10                                         |                                            | 3                                          | 2                                          | 4                                          | 8                                          | 8                                          | –                                          | –                                          | 6                                          | 6                                          | 6                                          | 1                                          | 8                                          | 8                                          | –                                          | 8                                          | 7                                          | 8                                          | 2                                          | 8                                          | 10                                         | –                                          | –                                          | 10                                         | 6                                          | 7                                          | 8                                          | 12                                         | 10                                         | 12                                         | 10                                         | 210                                        |
| Pays | Géorgie                                    | –                                          | –                                          | –                                          | 7                                          | –                                          | 2                                          | –                                          | –                                          | –                                          | 2                                          | –                                          | –                                          | –                                          | 1                                          | –                                          | 3                                          | –                                          |                                            | –                                          | –                                          | –                                          | –                                          | –                                          | –                                          | –                                          | –                                          | –                                          | –                                          | –                                          | –                                          | –                                          | –                                          | –                                          | –                                          | –                                          | –                                          | –                                          | 15                                         |
| Pays | France                                     | 6                                          | –                                          | 10                                         | –                                          | –                                          | 6                                          | 4                                          | –                                          | 4                                          | 1                                          | –                                          | 10                                         | 7                                          | 10                                         | 10                                         | 12                                         | 12                                         | 10                                         | 5                                          | 6                                          | 7                                          | 7                                          | 10                                         | 5                                          |                                            | 1                                          | 5                                          | –                                          | 12                                         | 12                                         | 10                                         | 3                                          | 3                                          | 10                                         | 7                                          | 8                                          | 5                                          | 218                                        |
| Pays | Autriche                                   | –                                          | –                                          | –                                          | –                                          | –                                          | –                                          | –                                          | –                                          | –                                          | 7                                          | –                                          | –                                          | 6                                          | –                                          | –                                          | –                                          | –                                          | –                                          | –                                          | –                                          | –                                          | –                                          | –                                          |                                            | –                                          | 5                                          | –                                          | –                                          | –                                          | –                                          | –                                          | –                                          | –                                          | –                                          | –                                          | –                                          | 1                                          | 19                                         |
| Le tableau suit verticalement l'ordre de passage des pays participants et horizontalement l'ordre de vote. |                                            |                                            |                                            |                                            |                                            |                                            |                                            |                                            |                                            |                                            |                                            |                                            |                                            |                                            |                                            |                                            |                                            |                                            |                                            |                                            |                                            |                                            |                                            |                                            |                                            |                                            |                                            |                                            |                                            |                                            |                                            |                                            |                                            |                                            |                                            |                                            |                                            |                                            |                                            |

| Détail du télévote lors de la finale                                                                       | Détail du télévote lors de la finale | Détail du télévote lors de la finale | Détail du télévote lors de la finale | Détail du télévote lors de la finale | Détail du télévote lors de la finale | Détail du télévote lors de la finale | Détail du télévote lors de la finale | Détail du télévote lors de la finale | Détail du télévote lors de la finale | Détail du télévote lors de la finale | Détail du télévote lors de la finale | Détail du télévote lors de la finale | Détail du télévote lors de la finale | Détail du télévote lors de la finale | Détail du télévote lors de la finale | Détail du télévote lors de la finale | Détail du télévote lors de la finale | Détail du télévote lors de la finale | Détail du télévote lors de la finale | Détail du télévote lors de la finale | Détail du télévote lors de la finale | Détail du télévote lors de la finale | Détail du télévote lors de la finale | Détail du télévote lors de la finale | Détail du télévote lors de la finale | Détail du télévote lors de la finale | Détail du télévote lors de la finale | Détail du télévote lors de la finale | Détail du télévote lors de la finale | Détail du télévote lors de la finale | Détail du télévote lors de la finale | Détail du télévote lors de la finale | Détail du télévote lors de la finale | Détail du télévote lors de la finale | Détail du télévote lors de la finale | Détail du télévote lors de la finale | Détail du télévote lors de la finale | Détail du télévote lors de la finale | Détail du télévote lors de la finale | Détail du télévote lors de la finale |
| |                                      | Points attribués                     | Points attribués                     | Points attribués                     | Points attribués                     | Points attribués                     | Points attribués                     | Points attribués                     | Points attribués                     | Points attribués                     | Points attribués                     | Points attribués                     | Points attribués                     | Points attribués                     | Points attribués                     | Points attribués                     | Points attribués                     | Points attribués                     | Points attribués                     | Points attribués                     | Points attribués                     | Points attribués                     | Points attribués                     | Points attribués                     | Points attribués                     | Points attribués                     | Points attribués                     | Points attribués                     | Points attribués                     | Points attribués                     | Points attribués                     | Points attribués                     | Points attribués                     | Points attribués                     | Points attribués                     | Points attribués                     | Points attribués                     | Points attribués                     | Points attribués                     | Points attribués                     |
| --- | ------------------------------------ | ------------------------------------ | ------------------------------------ | ------------------------------------ | ------------------------------------ | ------------------------------------ | ------------------------------------ | ------------------------------------ | ------------------------------------ | ------------------------------------ | ------------------------------------ | ------------------------------------ | ------------------------------------ | ------------------------------------ | ------------------------------------ | ------------------------------------ | ------------------------------------ | ------------------------------------ | ------------------------------------ | ------------------------------------ | ------------------------------------ | ------------------------------------ | ------------------------------------ | ------------------------------------ | ------------------------------------ | ------------------------------------ | ------------------------------------ | ------------------------------------ | ------------------------------------ | ------------------------------------ | ------------------------------------ | ------------------------------------ | ------------------------------------ | ------------------------------------ | ------------------------------------ | ------------------------------------ | ------------------------------------ | ------------------------------------ | ------------------------------------ | ------------------------------------ |
| Drapeau de l'Ukraine                                                                                       | Drapeau du Royaume-Uni               | Drapeau du Luxembourg                | Drapeau de l'Azerbaïdjan             | Drapeau de Saint-Marin               | Drapeau de Malte                     | Drapeau de la Croatie                | Drapeau de l'Albanie                 | Drapeau de la Tchéquie               | Drapeau d’Israël                     | Drapeau de l'Australie               | Drapeau du Danemark                  | Drapeau de l'Espagne                 | Drapeau de la Norvège                | Drapeau de l'Allemagne               | Drapeau de l'Arménie                 | Drapeau de la Slovénie               | Drapeau de la Géorgie                | Drapeau de la Suisse                 | Drapeau de la Moldavie               | Drapeau de la Grèce                  | Drapeau de l'Estonie                 | Drapeau des Pays-Bas                 | Drapeau de l'Autriche                | Drapeau de la France                 | Drapeau de l'Italie                  | Drapeau de la Finlande               | Drapeau du Portugal                  | Drapeau de la Belgique               | Drapeau de l'Islande                 | Drapeau de la Lettonie               | Drapeau de l'Irlande                 | Drapeau de la Pologne                | Drapeau de Chypre                    | Drapeau de la Lituanie               | Drapeau de la Serbie                 | Drapeau de la Suède                  | RdM                                  | Total                                |                                      |                                      |
| Pays | Suède                                | –                                    | –                                    | –                                    | –                                    | –                                    | 1                                    | 2                                    | –                                    | 3                                    | –                                    | –                                    | 6                                    | –                                    | 10                                   | –                                    | –                                    | 1                                    | –                                    | –                                    | 8                                    | 1                                    | 1                                    | –                                    | –                                    | –                                    | –                                    | –                                    | –                                    | –                                    | 7                                    | –                                    | –                                    | 2                                    | 1                                    | 1                                    | 5                                    |                                      | –                                    | 49                                   |
| Pays | Ukraine                              |                                      | 6                                    | 7                                    | 8                                    | 10                                   | 12                                   | 8                                    | 7                                    | 12                                   | 10                                   | 6                                    | 10                                   | 10                                   | 8                                    | 8                                    | 3                                    | 8                                    | 12                                   | 6                                    | 12                                   | 3                                    | 12                                   | 8                                    | 7                                    | 8                                    | 10                                   | 6                                    | 10                                   | 7                                    | 5                                    | 10                                   | 8                                    | 12                                   | 8                                    | 12                                   | –                                    | 8                                    | 10                                   | 307                                  |
| Pays | Allemagne                            | –                                    | –                                    | 1                                    | –                                    | –                                    | –                                    | –                                    | –                                    | –                                    | 8                                    | –                                    | –                                    | –                                    | –                                    |                                      | –                                    | –                                    | –                                    | 3                                    | –                                    | –                                    | –                                    | –                                    | 4                                    | –                                    | –                                    | –                                    | –                                    | –                                    | 2                                    | –                                    | –                                    | –                                    | –                                    | –                                    | –                                    | –                                    | –                                    | 18                                   |
| Pays | Luxembourg                           | –                                    | –                                    |                                      | –                                    | –                                    | –                                    | –                                    | –                                    | –                                    | 12                                   | –                                    | –                                    | –                                    | –                                    | –                                    | –                                    | –                                    | –                                    | –                                    | –                                    | –                                    | –                                    | –                                    | –                                    | 3                                    | –                                    | –                                    | –                                    | 1                                    | –                                    | –                                    | –                                    | –                                    | –                                    | –                                    | –                                    | –                                    | 4                                    | 20                                   |
| Pays | Israël                               | –                                    | 12                                   | 12                                   | 7                                    | 12                                   | 5                                    | –                                    | 10                                   | 10                                   |                                      | 12                                   | 8                                    | 12                                   | 5                                    | 12                                   | 1                                    | 10                                   | 8                                    | 12                                   | 10                                   | 7                                    | 6                                    | 12                                   | 10                                   | 12                                   | 12                                   | 12                                   | 12                                   | 12                                   | 8                                    | 7                                    | 10                                   | 5                                    | 10                                   | 3                                    | 3                                    | 12                                   | 12                                   | 323                                  |
| Pays | Lituanie                             | 7                                    | 8                                    | 4                                    | –                                    | 1                                    | –                                    | –                                    | –                                    | 1                                    | –                                    | –                                    | 1                                    | 1                                    | 3                                    | 2                                    | –                                    | –                                    | –                                    | –                                    | –                                    | –                                    | 4                                    | 1                                    | –                                    | –                                    | –                                    | –                                    | –                                    | –                                    | 4                                    | 8                                    | 7                                    | 3                                    | –                                    |                                      | –                                    | 3                                    | –                                    | 58                                   |
| Pays | Espagne                              | –                                    | –                                    | –                                    | –                                    | –                                    | –                                    | –                                    | –                                    | –                                    | –                                    | –                                    | –                                    |                                      | –                                    | –                                    | –                                    | –                                    | –                                    | –                                    | –                                    | –                                    | –                                    | –                                    | –                                    | 2                                    | 1                                    | 3                                    | 3                                    | –                                    | –                                    | –                                    | 2                                    | –                                    | –                                    | –                                    | –                                    | –                                    | –                                    | 11                                   |
| Pays | Estonie                              | 4                                    | –                                    | –                                    | –                                    | –                                    | –                                    | 4                                    | –                                    | –                                    | –                                    | –                                    | –                                    | –                                    | –                                    | –                                    | –                                    | –                                    | –                                    | –                                    | –                                    | –                                    |                                      | –                                    | –                                    | –                                    | –                                    | 7                                    | –                                    | –                                    | –                                    | 12                                   | –                                    | –                                    | –                                    | 6                                    | –                                    | –                                    | –                                    | 33                                   |
| Pays | Irlande                              | 8                                    | 10                                   | –                                    | 4                                    | 2                                    | 4                                    | 5                                    | –                                    | 6                                    | –                                    | 8                                    | 3                                    | 7                                    | 4                                    | 1                                    | 2                                    | 2                                    | 4                                    | –                                    | 2                                    | 2                                    | 2                                    | 6                                    | 2                                    | –                                    | 3                                    | 5                                    | 5                                    | 2                                    | 3                                    | 3                                    |                                      | 6                                    | 2                                    | 5                                    | 7                                    | 4                                    | 7                                    | 136                                  |
| Pays | Lettonie                             | 5                                    | 4                                    | –                                    | –                                    | –                                    | –                                    | –                                    | –                                    | –                                    | –                                    | –                                    | 4                                    | –                                    | 2                                    | –                                    | –                                    | –                                    | 1                                    | –                                    | –                                    | –                                    | 3                                    | –                                    | –                                    | –                                    | –                                    | –                                    | –                                    | –                                    | –                                    |                                      | 5                                    | –                                    | –                                    | 4                                    | –                                    | –                                    | –                                    | 28                                   |
| Pays | Grèce                                | –                                    | 1                                    | 5                                    | 1                                    | 7                                    | 2                                    | –                                    | 4                                    | 2                                    | –                                    | 3                                    | –                                    | 2                                    | –                                    | 5                                    | 10                                   | –                                    | 2                                    | 4                                    | 3                                    |                                      | –                                    | 4                                    | –                                    | 1                                    | 2                                    | –                                    | –                                    | 4                                    | –                                    | –                                    | –                                    | –                                    | 12                                   | –                                    | 8                                    | –                                    | 3                                    | 85                                   |
| Pays | Royaume-Uni                          | –                                    |                                      | –                                    | –                                    | –                                    | –                                    | –                                    | –                                    | –                                    | –                                    | –                                    | –                                    | –                                    | –                                    | –                                    | –                                    | –                                    | –                                    | –                                    | –                                    | –                                    | –                                    | –                                    | –                                    | –                                    | –                                    | –                                    | –                                    | –                                    | –                                    | –                                    | –                                    | –                                    | –                                    | –                                    | –                                    | –                                    | –                                    | 0                                    |
| Pays | Norvège                              | 3                                    | –                                    | –                                    | –                                    | –                                    | –                                    | –                                    | –                                    | –                                    | –                                    | –                                    | –                                    | –                                    |                                      | –                                    | –                                    | –                                    | –                                    | –                                    | –                                    | –                                    | –                                    | –                                    | –                                    | –                                    | –                                    | 1                                    | –                                    | –                                    | –                                    | –                                    | –                                    | –                                    | –                                    | –                                    | –                                    | –                                    | –                                    | 4                                    |
| Pays | Italie                               | –                                    | –                                    | 3                                    | 3                                    | 3                                    | 8                                    | 7                                    | 8                                    | –                                    | 7                                    | –                                    | –                                    | 4                                    | –                                    | 3                                    | 6                                    | 3                                    | 3                                    | 8                                    | 4                                    | 4                                    | –                                    | 2                                    | 1                                    | 4                                    |                                      | –                                    | 4                                    | 3                                    | –                                    | –                                    | 1                                    | 4                                    | 3                                    | 2                                    | 4                                    | 1                                    | 1                                    | 104                                  |
| Pays | Serbie                               | –                                    | –                                    | –                                    | –                                    | –                                    | 3                                    | 12                                   | 2                                    | –                                    | –                                    | –                                    | –                                    | –                                    | –                                    | –                                    | –                                    | 5                                    | –                                    | 5                                    | –                                    | –                                    | –                                    | –                                    | 5                                    | –                                    | –                                    | –                                    | –                                    | –                                    | –                                    | –                                    | –                                    | –                                    | –                                    | –                                    |                                      | –                                    | –                                    | 32                                   |
| Pays | Finlande                             | 2                                    | 3                                    | –                                    | –                                    | –                                    | –                                    | –                                    | –                                    | –                                    | –                                    | 4                                    | 2                                    | –                                    | 1                                    | –                                    | –                                    | –                                    | –                                    | –                                    | –                                    | –                                    | 8                                    | –                                    | –                                    | –                                    | –                                    |                                      | –                                    | –                                    | 1                                    | 1                                    | 3                                    | 1                                    | –                                    | –                                    | –                                    | 5                                    | –                                    | 31                                   |
| Pays | Portugal                             | –                                    | –                                    | 6                                    | –                                    | –                                    | –                                    | –                                    | –                                    | –                                    | –                                    | –                                    | –                                    | –                                    | –                                    | –                                    | –                                    | –                                    | –                                    | 2                                    | –                                    | –                                    | –                                    | –                                    | –                                    | 5                                    | –                                    | –                                    |                                      | –                                    | –                                    | –                                    | –                                    | –                                    | –                                    | –                                    | –                                    | –                                    | –                                    | 13                                   |
| Pays | Arménie                              | 1                                    | –                                    | –                                    | –                                    | –                                    | –                                    | 3                                    | 1                                    | 5                                    | 6                                    | 1                                    | –                                    | 3                                    | –                                    | 4                                    |                                      | –                                    | 10                                   | 1                                    | 1                                    | 5                                    | –                                    | 3                                    | 3                                    | 10                                   | 4                                    | –                                    | 2                                    | 5                                    | –                                    | 2                                    | –                                    | –                                    | 4                                    | –                                    | 1                                    | 2                                    | 5                                    | 82                                   |
| Pays | Chypre                               | –                                    | –                                    | –                                    | 6                                    | 4                                    | –                                    | –                                    | 5                                    | –                                    | 1                                    | 5                                    | –                                    | –                                    | –                                    | –                                    | 4                                    | 6                                    | –                                    | –                                    | –                                    | 12                                   | –                                    | –                                    | –                                    | –                                    | –                                    | –                                    | 1                                    | –                                    | –                                    | –                                    | –                                    | –                                    |                                      | –                                    | –                                    | –                                    | –                                    | 44                                   |
| Pays | Suisse                               | 12                                   | 5                                    | 2                                    | 10                                   | 5                                    | 6                                    | 1                                    | 3                                    | 7                                    | –                                    | 7                                    | 5                                    | 6                                    | 6                                    | 7                                    | 8                                    | 4                                    | 7                                    |                                      | 5                                    | 8                                    | 7                                    | 7                                    | 8                                    | 6                                    | 7                                    | 8                                    | 6                                    | 6                                    | 6                                    | 4                                    | 6                                    | 8                                    | 6                                    | 8                                    | 6                                    | 7                                    | 6                                    | 226                                  |
| Pays | Slovénie                             | –                                    | –                                    | –                                    | –                                    | –                                    | –                                    | 10                                   | –                                    | –                                    | –                                    | –                                    | –                                    | –                                    | –                                    | –                                    | –                                    |                                      | –                                    | –                                    | –                                    | –                                    | –                                    | –                                    | –                                    | –                                    | –                                    | –                                    | –                                    | –                                    | –                                    | –                                    | –                                    | –                                    | –                                    | –                                    | 2                                    | –                                    | –                                    | 12                                   |
| Pays | Croatie                              | 10                                   | 7                                    | 10                                   | 12                                   | 8                                    | 10                                   |                                      | 12                                   | 8                                    | 5                                    | 10                                   | 12                                   | 8                                    | 12                                   | 10                                   | 7                                    | 12                                   | 5                                    | 10                                   | 7                                    | 6                                    | 10                                   | 10                                   | 12                                   | 7                                    | 8                                    | 10                                   | 7                                    | 8                                    | 12                                   | 5                                    | 12                                   | 10                                   | 5                                    | 10                                   | 12                                   | 10                                   | 8                                    | 337                                  |
| Pays | Géorgie                              | –                                    | –                                    | –                                    | 5                                    | –                                    | –                                    | –                                    | –                                    | –                                    | 4                                    | –                                    | –                                    | –                                    | –                                    | –                                    | 5                                    | –                                    |                                      | –                                    | –                                    | –                                    | –                                    | –                                    | –                                    | –                                    | 5                                    | –                                    | –                                    | –                                    | –                                    | –                                    | –                                    | –                                    | –                                    | –                                    | –                                    | –                                    | –                                    | 19                                   |
| Pays | France                               | 6                                    | 2                                    | 8                                    | 2                                    | 6                                    | 7                                    | 6                                    | 6                                    | 4                                    | 2                                    | 2                                    | 7                                    | 5                                    | 7                                    | 6                                    | 12                                   | 7                                    | 6                                    | 7                                    | 6                                    | 10                                   | 5                                    | 5                                    | 6                                    |                                      | 6                                    | 4                                    | 8                                    | 10                                   | 10                                   | 6                                    | 4                                    | 7                                    | 7                                    | 7                                    | 10                                   | 6                                    | 2                                    | 227                                  |
| Pays | Autriche                             | –                                    | –                                    | –                                    | –                                    | –                                    | –                                    | –                                    | –                                    | –                                    | 3                                    | –                                    | –                                    | –                                    | –                                    | –                                    | –                                    | –                                    | –                                    | –                                    | –                                    | –                                    | –                                    | –                                    |                                      | –                                    | –                                    | 2                                    | –                                    | –                                    | –                                    | –                                    | –                                    | –                                    | –                                    | –                                    | –                                    | –                                    | –                                    | 5                                    |
| Le tableau suit verticalement l'ordre de passage des pays participants et horizontalement l'ordre de vote. |                                      |                                      |                                      |                                      |                                      |                                      |                                      |                                      |                                      |                                      |                                      |                                      |                                      |                                      |                                      |                                      |                                      |                                      |                                      |                                      |                                      |                                      |                                      |                                      |                                      |                                      |                                      |                                      |                                      |                                      |                                      |                                      |                                      |                                      |                                      |                                      |                                      |                                      |                                      |                                      |

| Finale                                                    | Jurys | Jurys  | Télévote | Télévote | Total | Total  |
| Finale                                                    | Place | Points | Place    | Points   | Place | Points |
| --------------------------------------------------------- | ----- | ------ | -------- | -------- | ----- | ------ |
| Suède                                                     | 8e    | 125    | 11e      | 49       | 9e    | 174    |
| Ukraine                                                   | 5e    | 146    | 3e       | 307      | 3e    | 453    |
| Allemagne                                                 | 10e   | 99     | 19e      | 18       | 12e   | 117    |
| Luxembourg                                                | 11e   | 83     | 17e      | 20       | 13e   | 103    |
| Israël                                                    | 12e   | 52     | 2e       | 323      | 5e    | 375    |
| Lituanie                                                  | 17e   | 32     | 10e      | 58       | 14e   | 90     |
| Espagne                                                   | 19e   | 19     | 22e      | 11       | 22e   | 30     |
| Estonie                                                   | 25e   | 4      | 13e      | 33       | 20e   | 37     |
| Irlande                                                   | 6e    | 142    | 6e       | 136      | 6e    | 278    |
| Lettonie                                                  | 15e   | 36     | 16e      | 28       | 16e   | 64     |
| Grèce                                                     | 14e   | 41     | 8e       | 85       | 11e   | 126    |
| Royaume-Uni                                               | 13e   | 46     | 25e      | 0        | 18e   | 46     |
| Norvège                                                   | 23e   | 12     | 24e      | 4        | 25e   | 16     |
| Italie                                                    | 4e    | 164    | 7e       | 104      | 7e    | 268    |
| Serbie                                                    | 18e   | 22     | 14e      | 32       | 17e   | 54     |
| Finlande                                                  | 24e   | 7      | 15e      | 31       | 19e   | 38     |
| Portugal                                                  | 7e    | 139    | 20e      | 13       | 10e   | 152    |
| Arménie                                                   | 9e    | 101    | 9e       | 82       | 8e    | 183    |
| Chypre                                                    | 16e   | 34     | 12e      | 44       | 15e   | 78     |
| Suisse                                                    | 1re   | 365    | 5e       | 226      | 1re   | 591    |
| Slovénie                                                  | 22e   | 15     | 21e      | 12       | 23e   | 27     |
| Croatie                                                   | 3e    | 210    | 1re      | 337      | 2e    | 547    |
| Géorgie                                                   | 21e   | 15     | 18e      | 19       | 21e   | 34     |
| France                                                    | 2e    | 218    | 4e       | 227      | 4e    | 445    |
| Autriche                                                  | 20e   | 19     | 23e      | 5        | 24e   | 24     |
| Le tableau suit l'ordre de passage des pays participants. |       |        |          |          |       |        |

### Prix Marcel-Bezençon
Les prix Marcel-Bezençon sont remis pour la première fois durant le Concours Eurovision de la chanson 2002 à Tallinn en Estonie pour honorer les meilleures chansons en compétition lors de la finale. Fondés par Christer Björkman (représentant de la Suède lors de l'Eurovision 1992 et producteur des éditions 2013 et 2016) et Richard Herrey (membre des Herreys et vainqueur suédois en 1984), les prix portent le nom du créateur de la compétition annuelle, Marcel Bezençon. Remis tous les ans, ils sont répartis en trois catégories : le prix de la presse attribué par les médias accrédités à la meilleure chanson, le prix de la meilleure performance artistique attribué au meilleur artiste par les commentateurs du concours et, enfin, le prix de la meilleure composition attribué par les auteurs-compositeurs participants aux meilleurs compositeurs de la soirée. En 2024, les candidats récompensés sont :
| Catégories                                  | Pays    | Interprète(s) | Chanson          | Compositeurs                                                    |
| ------------------------------------------- | ------- | ------------- | ---------------- | --------------------------------------------------------------- |
| Prix de la presse                           | Croatie | Baby Lasagna  | Rim Tim Tagi Dim | Marko Purišić                                                   |
| Prix de la meilleure performance artistique | Suisse  | Nemo          | The Code         | Benjamin Alasu, Lasse Midtsian Nymann, Linda Dale, Nemo Mettler |
| Prix de la meilleure composition            | Suisse  | Nemo          | The Code         | Benjamin Alasu, Lasse Midtsian Nymann, Linda Dale, Nemo Mettler |

## Incidents et controverses

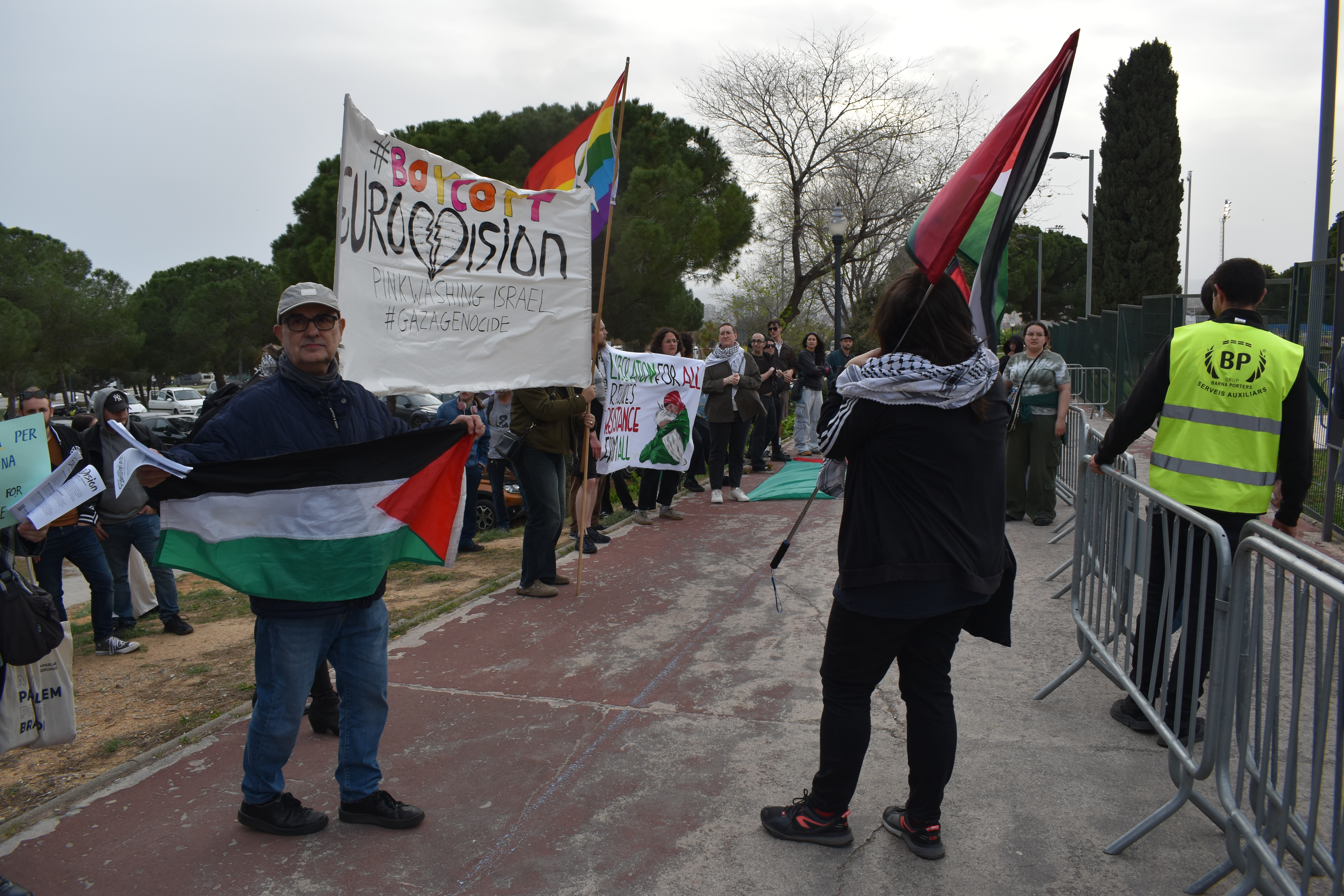
Manifestation pour le boycott de l'eurovision

### Participation israélienne
Depuis le début de la guerre à Gaza le 7 octobre 2023, des appels à l'exclusion d'Israël du concours sont faits, notamment en raison de la crise humanitaire résultant de l'invasion israélienne de la bande de Gaza,,. Ces appels incluent des manifestations et pétitions destinées aux diffuseurs nationaux de plusieurs pays participants, notamment en Finlande, Islande et Norvège, leur demandant de se retirer ou de faire pression sur l'UER pour exclure Israël. Le diffuseur islandais RÚV ne décide de sa participation que le 11 mars 2024, date limite de la soumission des chansons pour les diffuseurs participants, à laquelle la participation ou non d'Israël sera confirmée. Aucun autre diffuseur n'a ouvertement indiqué son opposition à la participation israélienne. Cependant, le diffuseur slovène RTVSLO, en réponse aux appels lancés dans le pays, demande à l'UER de tenir des discussions avec ses membres sur la problématique,. En novembre 2023, l'équipe de production de SVT annonce son intention d'intensifier les mesures de sécurité et de rester en contact avec les autorités policières de Malmö pendant la tenue de l'Eurovision, citant un risque potentiel d'attaques terroristes.
Fin février 2024, les médias israéliens rapportent que deux chansons ont été présélectionnées pour l'Eurovision, intitulées October Rain et Dance Forever. Les deux ont été soumises à l'UER mais rejetées car contenant des paroles politiques,,,,. Le diffuseur israélien Kan confirme ces dires le 3 mars, indiquant également avoir demandé aux auteurs des deux chansons d'ajuster les paroles pour les rendre éligibles. La chanson sélectionnée, intitulée Hurricane est publiée le 10 mars 2024,, l'UER ayant donné son approbation trois jours auparavant,,,.
Le 29 mars 2024, les représentants du Danemark, de la Finlande, de l'Irlande, de la Norvège, du Portugal, du Royaume-Uni et de Saint-Marin appellent à un cessez-le-feu à Gaza ainsi qu'à la libération des otages,.
De nombreuses protestations à la présence d'Israël ont lieu lors de la semaine du concours. D'abord, des manifestations contre la participation israélienne réunissent plusieurs milliers de personnes à Malmö le jeudi 9 et le samedi 11 mai,. En outre, des signes de contestation sont exprimés lors du concours lui-même. Ainsi, pendant la première demi-finale, le chanteur suédois Eric Saade, qui assure une partie de l'acte d'ouverture, proteste contre la participation d'Israël en portant un keffieh autour du bras pendant sa prestation. L'Eurovision exprime son regret qu'il « ait décidé de transiger avec l’idée d’une compétition neutre ». Fred Leone, joueur de didgeridoo pendant la prestation de l'Australie, peint une pastèque sur son torse en protestation au « génocide » à Gaza. De plus, l'UER contraint Bambie Thug, représentant l'Irlande, à enlever les mots « cessez-le-feu » et « liberté pour la Palestine » qui étaient peints sur son corps en alphabet ogham. Lors de la finale, l'artiste représentant le Portugal, Iolanda, vernit ses ongles avec des motifs de keffieh. Le diffuseur belge flamand VRT diffuse, préalablement aux directs où participe Israël, le message : « Ceci est une action syndicale. Nous condamnons les violations des droits de l’homme commises par l’État d’Israël. De plus, l’État d’Israël détruit la liberté de la presse. C’est pourquoi nous interrompons brièvement l’image. #CeaseFireNow StopGenocideNow ». Enfin, l'ensemble des prestations israéliennes sont fortement huées, forçant l'UER à utiliser un système anti-huées et poussant le diffuseur israélien Kan à déposer une plainte formelle auprès de lui,,,,,,,,,. Après la finale, la directrice du divertissement du diffuseur serbe RTS, Olivera Kovačević, s'exprime sur la participation israélienne, considérant qu'elle n'est pas « juste ».

### Fuite des résultats italiens
Au terme de la deuxième demi-finale, lors de laquelle l'Italie vote, les résultats du télévote italien sont affichés par la Rai, contrevenant ainsi aux règles du Concours, selon lesquelles les résultats des demi-finales ne peuvent être publiés qu'après la finale,. Le diffuseur clarifiera par la suite que l'affichage était une erreur technique et que les résultats montrés à l'écran étaient partiels.

### Disqualification des Pays-Bas
Le 10 mai 2024, lors de la première répétition générale de la finale, le candidat néerlandais Joost Klein ne se produit pas sur scène malgré sa présence lors du défilé des finalistes. Dans un communiqué de presse, l'UER explique alors que son absence est due à une enquête en cours sur un incident ayant eu lieu pendant la deuxième demi-finale et impliquant l'artiste. En raison de l'enquête, Klein n'est alors pas autorisé à répéter jusqu'à nouvel ordre. Plus tard ce même jour, Klein n'est pas non plus présent lors du jury show, les producteurs utilisant l'enregistrement de sa prestation en demi-finale à la place. Selon différents médias, Klein aurait eu un comportement inapproprié envers une membre de l'organisation, qui aurait porté plainte contre lui auprès des autorités suédoises,.
Le lendemain, jour de la finale, des discussions ont lieu concernant cet incident entre l'UER et les diffuseurs néerlandais NPO et AVROTROS. Finalement, peu après 12 h 15 CEST, l'UER annonce la disqualification du candidat néerlandais, décision que les deux diffuseurs ont jugée « disproportionnée » et « très radicale »,,. Selon un communiqué publié par AVROTROS, l'incident aurait eu lieu après la prestation néerlandaise de la deuxième demi-finale, le 9 mai 2024. Après avoir quitté la scène, Klein se dirigeait vers la green room et aurait effectué un « geste menaçant » envers une cadreuse après avoir indiqué à plusieurs reprises ne pas vouloir être filmé. Dans son communiqué, AVROTROS indique, de nouveau, considérer la disqualification comme « une punition disproportionnée » et « choquante ».
À la suite de cette disqualification, Martin Österdahl, le superviseur exécutif de l'Eurovision, est copieusement hué lors de ses différentes apparitions à l'écran notamment lors de l'annonce des points du jury néerlandais,. La directrice du divertissement du diffuseur serbe RTS, Olivera Kovačević, critique également la décision de disqualifier Klein, la qualifiant d'« extrême ». Selon Kovačević, la RTS demandera des explications détaillées quant à cette décision à l'UER.

### Allégations de mauvaise conduite
Le samedi 11 mai, jour de la finale, et peu après la disqualification de Joost Klein, les artistes Bambie Thug (Irlande), Nemo (Suisse) et Marína Sátti (Grèce) sont absents lors du défilé des finalistes de la dernière répétition générale. Si les deux derniers seront présents pour leurs prestations respectives, l'artiste irlandaise s'absentera toute la durée de la répétition, expliquant plus tard que son absence est due à « une situation pendant que nous attendions d'aller sur scène pour la répétition du défilé des drapeaux dont j'ai senti qu'elle nécessitait l'attention urgente de l'UER ». Il est révélé plus tard qu'une plainte contre plusieurs membres de fans clubs israéliens (dont deux associés officiellement à l'UER) pour harcèlement — et notamment pour « avoir harcelé la délégation irlandaise au EuroClub » — a été déposée auprès de l'union. Selon le journal norvégien Verdens Gang, six pays — la Grèce, l'Irlande, la Norvège, le Portugal, le Royaume-Uni et la Suisse — auraient menacé de se retirer, avant de trouver un accord avec l'UER 25 minutes avant le début de la finale,. Magnus Børmark, guitariste du groupe Gåte, explique qu'après la disqualification de Klein, le groupe d'artistes de ces pays auraient menacé l'UER de se retirer en raison des manquements au règlement de la délégation israélienne. Il ajoute : « On aurait dit qu'il y avait un règlement pour Israël et un autre pour le reste. »,,.
Par ailleurs, plusieurs vidéos relayées en ligne montreraient des membres de la délégation des médias israéliens harceler d'autres délégations. Un journaliste espagnol se serait également vu harcelé après avoir crié « Free Palestine », poussant le diffuseur espagnol RTVE à demander à l'UER de garantir les libertés d'opinion et de la presse. Le diffuseur néerlandais AVROTROS indique le 14 mai avoir rapporté par deux reprises — une première fois à l'oral le 9 mai puis une seconde à l'écrit le 10 mai — un environnement malsain et une atmosphère tendue,.
La plainte déposée n'a pas eu de suites pendant le Concours,. Cependant, le lundi 13 mai, l'UER indique dans un communiqué que « les instances dirigeantes de l'UER, ainsi que les chefs de délégation, examineront les événements ». Le 15 mai, le diffuseur slovène RTVSLO annonce, à son tour, préparer une plainte concernant le comportement de la délégation israélienne lors du concours.
La délégation israélienne, pour sa part, indiquera avoir fait « face à une pression immense et à une démonstration de haine sans précédent ».

### Changements de porte-parole
Alessandra Mele, prévue pour être la porte-parole de la Norvège, annonce son retrait en raison du « génocide en cours ». Elle est remplacée par Ingvild Helljesen. Käärijä, porte-parole prévu de la Finlande, fera de même quelques heures plus tard, et sera remplacé par Toni Laaksonen. Finalement, Nikkie de Jager renonce à présenter les points du jury néerlandais après la disqualification des Pays-Bas. Le diffuseur néerlandais AVROTROS ne la remplace pas. C'est donc Martin Österdahl, superviseur exécutif de l'Eurovision, qui présente les points du jury néerlandais.

### Retard dans la mise en ligne de la prestation finale portugaise
Lors de la finale, la représentante portugaise iolanda portait du vernis à ongles orné de motifs inspirés des keffiehs palestiniens. Ce détail sera censuré par l'UER lors de la mise en ligne de sa prestation sur les réseaux sociaux, où c'est celle de la demi-finale qui est publiée à la place. De plus, là où les prestations des autres artistes ont été mises en ligne immédiatement sur YouTube, celle du Portugal sera publiée avec une heure de retard. L'UER indiquera dans un premier temps que le retard est dû à un problème technique, avant d'admettre que le symbole du keffieh était considéré comme politique,. Une réunion a lieu le 14 mai au sein de RTP afin de clarifier les circonstances de l'incident et de déterminer si une plainte formelle doit être déposée,,. Finalement, RTP, avec le soutien d'autres délégations (croate, espagnole, française et norvégienne), demandera la tenue d'une rencontre entre avec l'UER pour expliquer divers incidents s'étant déroulés pendant le concours, y compris ledit retard de mise en ligne.

### Interdictions de certains drapeaux
Lors de la conférence de presse après sa victoire, Nemo explique que l'UER a interdit le drapeau non-binaire dans la salle, accusant les organisateurs d'appliquer un double standard. L'artiste, non-binaire, admet avoir violé cette règle en apportant un drapeau non-binaire lors du défilé des finalistes et dans la green room.
De plus, le drapeau européen a également été interdit. Plusieurs personnes se seraient ainsi vu empêcher l'entrée avec ce drapeau,. Margarítis Schinás, vice-président de la Commission européenne, a ensuite annoncé qu'il demanderait des explications à l'UER quant à cette décision,,,. Dans un communiqué, l'UER explique que sa politique depuis 2016 est de n'autoriser dans l'arène, que les drapeaux des pays participants ainsi que le drapeau arc-en-ciel, et qu'aucune interdiction explicite des drapeaux européens n'a été faite. Si la mesure n'a pas été modifiée, l'UER ajoute qu'« en raison des tensions géopolitiques accrues, le règlement concernant les drapeaux a été mis en force de manière plus rigoureuse par la sécurité de cette édition ». Plus tard, dans sa réponse officielle à Schinás, Noel Curran, directeur général de l'UER, indiquera que l'union n'a « jamais eu l’intention de discréditer le drapeau européen »,. L'union déclare, dans ces deux communications, que le règlement sera révisé avec SRG SSR pour l'édition 2025,

### Manipulation de l'audio du public
La performance de l'artiste israélienne Eden Golan est fortement huée par le public présent dans la salle. De nombreux fans prétendent que le volume de ces huées est fortement abaissé pour la retransmission télévisée et que des applaudissements enregistrés sont diffusés. Nicolau Santos, directeur du diffuseur portugais RTP et le diffuseur néerlandais AVROTROS soutiennent ces allégations, qualifiant la technique de « manipulation de l'information »,. L'UER et SVT nient ces allégations, indiquant qu'ils ne « censurent pas le son du public de la salle. Le même principe s'applique à toutes les performances participantes ainsi qu'aux actes d'ouvertures et entractes. »,.

### Campagne de communication israélienne
Dans les semaines précédant le Concours, le ministère israélien des Affaires étrangères organise une campagne de communication afin de favoriser son résultat. David Saranga (en), directeur de la diplomatie publique audit ministère admettra : « Nous sommes intervenus parmi les publics sympathisant avec nous pour encourager le vote ». Le gouvernement israélien a ainsi loué un panneau à Times Square, à New York, pour promouvoir sa chanson. Une campagne publicitaire, ciblée pour les pays ayant une tendance à voter pour Israël, et dans laquelle Eden Golan appelle au vote pour Israël dans différentes langues — dix au total —, est diffusée sur YouTube et reçoit un total de 14 millions de vues,,,,,,.

## Réactions
L'édition 2024 de l'Eurovision est vue par de nombreux médias comme très controversée,,,,,,. Elle a été qualifiée de « sous tension », « particulièrement politisée » et de « chaos »,. Certains médias la considèrent comme l'édition la plus controversée du Concours,. Le journal écossais The National écrit : « Il est clair que, pour reprendre les mots de Nemo après sa victoire, « peut-être que l'Eurovision a besoin d'être un peu réparé ». ». Le slogan de l'Eurovision, United by Music (en français « Unis par la musique ») est également remis en question, qualifié de « creux » et de « vide ».
Une fois la finale terminée, plusieurs artistes font part des difficultés rencontrées pendant cette édition. À la conférence de presse suivant sa victoire, Nemo indique que l'Eurovision « a besoin d'être un peu réparé ». Bambie Thug, l'interprète irlandaise, va jusqu'à insulter l'UER (en anglais, EBU), disant à la presse « We are what the Eurovision is. The EBU is not what the Eurovision is – fuck the EBU. I don’t even care anymore. Fuck them. ». Silvester Belt, représentant la Lituanie, fait quant à lui part d'une expérience traumatisante, indiquant même qu'il aurait souhaité ne plus être en finale. Selon Magnus Børmark, guitariste du groupe Gåte, les artistes étaient forcés à endosser un « rôle politique »,.
De son côté, l'UER déclare le 13 mai « regretter » que « certaines délégations au Concours Eurovision de la chanson à Malmö n'aient pas respecté l'esprit des règles et de la compétition à la fois sur site et lors de leurs diffusions » et que « les corps gouvernants de l'UER, avec les chefs des délégations, passeront en revue les événements autour de l'Eurovision à Malmö afin d'avancer de manière positive et de s'assurer que les valeurs de l'événement sont respectées par chacun ».
Le 14 mai, le diffuseur portugais RTP, soutenu par plusieurs délégations, dont celles croate, espagnole, française et norvégienne, demande à l'UER la tenue d'une réunion dans le but d'éclaircir et expliquer les différents incidents s'étant déroulés pendant le concours,.
Le lendemain, le diffuseur slovène RTVSLO annonce qu'une demande d'explications officielles concernant divers incidents est en cours de préparation. Celle-ci est publiée dans un communiqué de presse le 17 mai. Le diffuseur y fait mention de la disqualification des Pays-Bas, de l'interdiction du drapeau européen, et de la possible manipulation de l'audio de la salle. Il y fait également mention d'autres problématiques, remettant en question du vote « reste du monde » et demandant l'intégralité des données du télévote slovène, considérant le résultat « douteux ». Enfin, le diffuseur pose la problématique de l'influence des sponsors sur la compétition,. Un an plus tard, Ksenija Horvat, directrice de RTVSLO, dira de la réponse reçue qu'« elle ne contenait pas d'explications concrètes et convaincantes ni ne reflétait l'urgence et la gravité de la situation ».
Stig Karlsen, chef de la délégation norvégienne pour l'Eurovision, s'exprimera sur l'événement, déclarant que « l'UER doit arrêter d'accuser les délégations et les artistes pour les scandales qui ont entouré l'Eurovision 2024 et reconnaître le problème de fond ». Il ajoute que l'union doit « faire preuve d'humilité et prendre ses responsabilités pour les dommages causés »,.
Selon la chaîne norvégienne TV 2, pas moins de seize délégations auraient critiqué l'organisation, formulé des plaintes à l'UER ou tenu des réunions de crises avec l'union.

## Retransmission du Concours
L'Eurovision est diffusé dans l'intégralité des pays participants. De plus, plusieurs pays non-participants le retransmettent également. Il est également diffusé en direct sur les plateformes YouTube et TikTok. Les tableaux suivants récapitulent les différents diffuseurs, à la fois dans les pays participants et non participants.

### Dans les pays participants
| Pays        | Diffuseur et commentateur(s)                                                                  | Diffuseur et commentateur(s)          | Diffuseur et commentateur(s)                                                       | Porte-parole              | Réf.    |
| Pays        | Première demi-finale                                                                          | Deuxième demi-finale                  | Finale                                                                             | Porte-parole              | Réf.    |
| ----------- | --------------------------------------------------------------------------------------------- | ------------------------------------- | ---------------------------------------------------------------------------------- | ------------------------- | ------- |
| Albanie     | RTSH 1, RTSH Muzikë, Radio Tirana                                                             | RTSH 1, RTSH Muzikë, Radio Tirana     | RTSH 1, RTSH Muzikë, Radio Tirana                                                  | Andri Xhahu               | [ 200 ] |
| Albanie     | Andri Xhahu                                                                                   |                                       |                                                                                    | Andri Xhahu               | [ 200 ] |
| Allemagne   | One                                                                                           | One                                   | Das Erste                                                                          | Ina Müller                | [ 201 ] |
| Allemagne   | Thorsten Schorn                                                                               |                                       |                                                                                    | Ina Müller                | [ 201 ] |
| Allemagne   | Non-diffusées                                                                                 | Non-diffusées                         | RBB                                                                                | Ina Müller                | [ 202 ] |
| Allemagne   | Non-diffusées                                                                                 | Non-diffusées                         | Amelie Ernst et Max Spallek                                                        | Ina Müller                | [ 202 ] |
| Arménie     | Arménie 1                                                                                     | Arménie 1                             | Arménie 1                                                                          | Brunette                  | ,       |
| Arménie     | Hrachuhi Utmazyan et Sevak Hakobyan                                                           |                                       |                                                                                    | Brunette                  | ,       |
| Australie   | SBS                                                                                           | SBS                                   | SBS                                                                                | Danny Estrin              | [ 205 ] |
| Australie   | Myf Warhurst et Joel Creasey                                                                  |                                       |                                                                                    | Danny Estrin              | [ 205 ] |
| Autriche    | ORF 1                                                                                         | ORF 1                                 | ORF 1                                                                              | Philipp Hansa             | [ 206 ] |
| Autriche    | Andi Knoll                                                                                    |                                       |                                                                                    | Philipp Hansa             | [ 206 ] |
| Autriche    | Non-diffusées                                                                                 | Non-diffusées                         | FM4                                                                                | Philipp Hansa             | [ 207 ] |
| Autriche    | Non-diffusées                                                                                 | Non-diffusées                         | Jan Böhmermann et Olli Schulz                                                      | Philipp Hansa             | [ 207 ] |
| Azerbaïdjan | İTV                                                                                           | İTV                                   | İTV                                                                                | Aysel Teymurzadə          | [ 208 ] |
| Azerbaïdjan | Nurlana Cəfərova                                                                              |                                       |                                                                                    | Aysel Teymurzadə          | [ 208 ] |
| Belgique    | (nl) VRT 1                                                                                    | (nl) VRT 1                            | (nl) VRT 1, Radio 2                                                                | Livia Dushkoff            | [ 209 ] |
| Belgique    | Peter Van de Veire                                                                            |                                       |                                                                                    | Livia Dushkoff            | [ 209 ] |
| Belgique    | (fr) Tipik                                                                                    | (fr) La Une                           | (fr) La Une                                                                        | Livia Dushkoff            | ,       |
| Belgique    | Jean-Louis Lahaye et Maureen Louys                                                            |                                       |                                                                                    | Livia Dushkoff            | ,       |
| Chypre      | RIK 1                                                                                         | RIK 1                                 | RIK 1                                                                              | Loukas Hamatsos           | ,       |
| Chypre      | Melina Karageorgiou et Hovig Demirjian                                                        |                                       |                                                                                    | Loukas Hamatsos           | ,       |
| Croatie     | HRT 1, HR 2                                                                                   | HRT 1, HR 2                           | HRT 1, HR 2                                                                        | Ivan Dorian Molnar        | [ 214 ] |
| Croatie     | Duško Ćurlić                                                                                  |                                       |                                                                                    | Ivan Dorian Molnar        | [ 214 ] |
| Danemark    | DR1                                                                                           | DR1                                   | DR1                                                                                | Stéphanie Surrugue        | [ 215 ] |
| Danemark    | Ole Tøpholm                                                                                   |                                       |                                                                                    | Stéphanie Surrugue        | [ 215 ] |
| Espagne     | La 2                                                                                          | (es) La 1                             | (es) La 1                                                                          | Soraya Arnelas            | ,       |
| Espagne     | (es) Julia Varela et Tony Aguilar                                                             | (es) Julia Varela et Tony Aguilar     | (es) Julia Varela et Tony Aguilar                                                  | Soraya Arnelas            | ,       |
| Espagne     | Non-diffusées                                                                                 | Non-diffusées                         | (ca) La 1, Ràdio 4                                                                 | Soraya Arnelas            | ,       |
| Espagne     | Non-diffusées                                                                                 | Non-diffusées                         | Sònia Urbano et Xavi Martínez                                                      | Soraya Arnelas            | ,       |
| Espagne     | Non-diffusées                                                                                 | Non-diffusées                         | (es) Radio Nacional                                                                | Soraya Arnelas            | [ 218 ] |
| Espagne     | Non-diffusées                                                                                 | Non-diffusées                         | David Asensio, Ángela Fernández Sara Calvo, Manu Martín-Albo et Luis Miguel Montes | Soraya Arnelas            | [ 218 ] |
| Estonie     | (et) ETV                                                                                      | (et) ETV                              | (et) ETV                                                                           | Birgit                    | [ 219 ] |
| Estonie     | Marko Reikop                                                                                  |                                       |                                                                                    | Birgit                    | [ 219 ] |
| Estonie     | (ru) ETV+                                                                                     |                                       |                                                                                    | Birgit                    | [ 219 ] |
| Estonie     | Aleksandr Hobotov et Julia Kalenda                                                            |                                       |                                                                                    | Birgit                    | [ 219 ] |
| Estonie     | (eso) ETV 2                                                                                   |                                       |                                                                                    | Birgit                    | [ 219 ] |
| Estonie     | Diffusion en langue des signes                                                                |                                       |                                                                                    | Birgit                    | [ 219 ] |
| Finlande    | (fi) Yle TV1                                                                                  | (fi) Yle TV1                          | (fi) Yle TV1                                                                       | Toni Laaksonen            | [ 221 ] |
| Finlande    | (fi) Mikko Silvennoinen (sv) Eva Frantz et Johan Lindroos                                     |                                       |                                                                                    | Toni Laaksonen            | [ 221 ] |
| Finlande    | Yle Areena                                                                                    | Yle Areena                            | Yle Areena                                                                         | Toni Laaksonen            | ,       |
| Finlande    | (sv) Eva Frantz et Johan Lindroos (smn) Heli Huovinen (se) Aslak Paltto (ru) Levan Tvaltvadze |                                       |                                                                                    | Toni Laaksonen            | ,       |
| France      | France 4                                                                                      | France 4                              | France 2                                                                           | Natasha St-Pier           | [ 225 ] |
| France      | Nicky Doll                                                                                    | Nicky Doll                            | Stéphane Bern et Laurence Boccolini                                                | Natasha St-Pier           | [ 225 ] |
| Géorgie     | Première Chaîne                                                                               | Première Chaîne                       | Première Chaîne                                                                    | Sopho Khalvachi           | ,       |
| Géorgie     | Nika Lobiladze                                                                                |                                       |                                                                                    | Sopho Khalvachi           | ,       |
| Grèce       | ERT1                                                                                          | ERT1                                  | ERT1                                                                               | Élena Paparízou           | ,       |
| Grèce       | Thanasis Alevras et Jérôme Kaluta                                                             |                                       |                                                                                    | Élena Paparízou           | ,       |
| Grèce       | Deftero Programma                                                                             |                                       |                                                                                    | Élena Paparízou           | ,       |
| Grèce       | Dimitris Meidanis                                                                             |                                       |                                                                                    | Élena Paparízou           | ,       |
| Irlande     | RTÉ One                                                                                       | RTÉ Two                               | RTÉ One                                                                            | Paul Harrington           | ,       |
| Irlande     | Marty Whelan                                                                                  |                                       |                                                                                    | Paul Harrington           | ,       |
| Irlande     | RTÉ 2fm                                                                                       | Non-diffusée                          | RTÉ 2fm                                                                            | Paul Harrington           | [ 232 ] |
| Irlande     | Zbyszek Zalinski et Neil Doherty                                                              | Non-diffusée                          | Zbyszek Zalinski et Neil Doherty                                                   | Paul Harrington           | [ 232 ] |
| Islande     | (is) RÚV, Rás 2                                                                               | (is) RÚV, Rás 2                       | (is) RÚV, Rás 2                                                                    | Friðrik Ómar Hjörleifsson | ,       |
| Islande     | Gunna Dís                                                                                     |                                       |                                                                                    | Friðrik Ómar Hjörleifsson | ,       |
| Islande     | (icl) RÚV 2                                                                                   |                                       |                                                                                    | Friðrik Ómar Hjörleifsson | ,       |
| Islande     | Diffusion en langue des signes                                                                |                                       |                                                                                    | Friðrik Ómar Hjörleifsson | ,       |
| Israël      | Kan 11                                                                                        | Kan 11                                | Kan 11                                                                             | Maya Alkulumbre           | ,       |
| Israël      | Asaf Liberman et Akiva Novick                                                                 | Asaf Liberman et Akiva Novick         | Asaf Liberman, Akiva Novick et Yoaf Tzafir                                         | Maya Alkulumbre           | ,       |
| Italie      | Rai 2                                                                                         | Rai 2                                 | Rai 1                                                                              | Mario Acampa              | [ 237 ] |
| Italie      | Gabriele Corsi et Mara Maionchi                                                               |                                       |                                                                                    | Mario Acampa              | [ 237 ] |
| Italie      | Rai Radio 2                                                                                   |                                       |                                                                                    | Mario Acampa              | [ 237 ] |
| Italie      | Diletta Parlangeli et Matteo Osso                                                             |                                       |                                                                                    | Mario Acampa              | [ 237 ] |
| Lettonie    | LTV 1                                                                                         | LTV 1                                 | LTV 1                                                                              | Andrej Reinis Zitmanis    | [ 238 ] |
| Lettonie    | Toms Grēviņš                                                                                  | Toms Grēviņš                          | Toms Grēviņš et Lauris Reiniks                                                     | Andrej Reinis Zitmanis    | [ 238 ] |
| Lituanie    | LRT televizija, LRT Radijas                                                                   | LRT televizija, LRT Radijas           | LRT televizija, LRT Radijas                                                        | Monika Linkytė            | [ 239 ] |
| Lituanie    | Ramūnas Zilnys                                                                                |                                       |                                                                                    | Monika Linkytė            | [ 239 ] |
| Luxembourg  | (lb) RTL                                                                                      | (lb) RTL                              | (lb) RTL                                                                           | Désirée Nosbusch          | [ 240 ] |
| Luxembourg  | Raoul Roos et Roger Saurfeld                                                                  |                                       |                                                                                    | Désirée Nosbusch          | [ 240 ] |
| Luxembourg  | (en) RTL Today                                                                                | (en) RTL Today                        | (en) RTL Today                                                                     | Désirée Nosbusch          | [ 241 ] |
| Luxembourg  | Sarah Tapp et Meredith Moss                                                                   |                                       |                                                                                    | Désirée Nosbusch          | [ 241 ] |
| Luxembourg  | (fr) RTL Infos                                                                                | Non-diffusée                          | (fr) RTL Infos                                                                     | Désirée Nosbusch          | [ 242 ] |
| Luxembourg  | Jérome Didelot                                                                                | Non-diffusée                          | Jérome Didelot                                                                     | Désirée Nosbusch          | [ 242 ] |
| Malte       | TVM                                                                                           | TVM                                   | TVM                                                                                | Matt Blxck                | [ 243 ] |
| Malte       | Pas de commentaire                                                                            |                                       |                                                                                    | Matt Blxck                | [ 243 ] |
| Moldavie    | Moldova 1, Radio Moldova                                                                      | Moldova 1, Radio Moldova              | Moldova 1, Radio Moldova                                                           | Doina Stimpovschii        | ,       |
| Moldavie    | Ion Jalbă et Elena Stegari                                                                    |                                       |                                                                                    | Doina Stimpovschii        | ,       |
| Norvège     | NRK1                                                                                          | NRK1                                  | NRK1                                                                               | Ingrid Heeljsen           | [ 246 ] |
| Norvège     | Marte Skokstad                                                                                |                                       |                                                                                    | Ingrid Heeljsen           | [ 246 ] |
| Norvège     | Non-diffusées                                                                                 | Non-diffusées                         | NRK P1                                                                             | Ingrid Heeljsen           | [ 246 ] |
| Norvège     | Non-diffusées                                                                                 | Non-diffusées                         | Jon Marius Hyttebakk                                                               | Ingrid Heeljsen           | [ 246 ] |
| Pays-Bas    | NPO 1, BVN                                                                                    | NPO 1, BVN                            | NPO 1, BVN                                                                         | Aucun                     | ,       |
| Pays-Bas    | Cornald Maas et Jacqueline Govaert                                                            |                                       |                                                                                    | Aucun                     | ,       |
| Pays-Bas    | Non-diffusées                                                                                 | Non-diffusées                         | NPO Radio 2                                                                        | Aucun                     | [ 250 ] |
| Pays-Bas    | Non-diffusées                                                                                 | Non-diffusées                         | Carolien Borgers                                                                   | Aucun                     | [ 250 ] |
| Pologne     | TVP 1 et TVP Polonia                                                                          | TVP 1 et TVP Polonia                  | TVP 1 et TVP Polonia                                                               | Viki Gabor                | ,       |
| Pologne     | Artur Orzech                                                                                  |                                       |                                                                                    | Viki Gabor                | ,       |
| Portugal    | RTP1, RTP África et RTP Internacional                                                         | RTP1, RTP África et RTP Internacional | RTP1, RTP África et RTP Internacional                                              | Mimicat                   | [ 253 ] |
| Portugal    | José Carlos Malato et Nuno Galopim                                                            |                                       |                                                                                    | Mimicat                   | [ 253 ] |
| Royaume-Uni | BBC One                                                                                       | BBC One                               | BBC One                                                                            | Joanna Lumley             | [ 254 ] |
| Royaume-Uni | Scott Mills et Rylan Clark                                                                    | Scott Mills et Rylan Clark            | Graham Norton                                                                      | Joanna Lumley             | [ 254 ] |
| Royaume-Uni | BBC Radio 2                                                                                   |                                       |                                                                                    | Joanna Lumley             | [ 254 ] |
| Royaume-Uni | Richie Anderson                                                                               | Richie Anderson                       | Scott Mills et Rylan Clark                                                         | Joanna Lumley             | [ 254 ] |
| Saint-Marin | San Marino RTV                                                                                | San Marino RTV                        | San Marino RTV                                                                     | Kida                      | [ 255 ] |
| Saint-Marin | Lia Fiorio et Gigi Restivo                                                                    |                                       |                                                                                    | Kida                      | [ 255 ] |
| Serbie      | RTS 1, RTS Svet                                                                               | RTS 1, RTS Svet                       | RTS 1, RTS Svet                                                                    | Konstrakta                | ,       |
| Serbie      | Duška Vučinić                                                                                 |                                       |                                                                                    | Konstrakta                | ,       |
| Slovénie    | TV SLO 2                                                                                      | TV SLO 2                              | TV SLO 1                                                                           | Lorella Flego             | [ 258 ] |
| Slovénie    | Mojca Mavec                                                                                   |                                       |                                                                                    | Lorella Flego             | [ 258 ] |
| Slovénie    | Radio Val 202                                                                                 | Non-diffusée                          | Radio Val 202                                                                      | Lorella Flego             | [ 258 ] |
| Slovénie    | Maj Valerij                                                                                   | Non-diffusée                          | Maj Valerij                                                                        | Lorella Flego             | [ 258 ] |
| Suède       | SVT1                                                                                          | SVT1                                  | SVT1                                                                               | Frans                     | ,       |
| Suède       | Edward af Sillén et Tina Mehrafzoon                                                           |                                       |                                                                                    | Frans                     | ,       |
| Suède       | SR P4                                                                                         | SR P4                                 | SR P4                                                                              | Frans                     | [ 261 ] |
| Suède       | Carolina Norén                                                                                |                                       |                                                                                    | Frans                     |         |
| Suisse      | (de) SRF zwei                                                                                 | (de) SRF zwei                         | (de) SRF 1                                                                         | Jennifer Bosshard         | [ 262 ] |
| Suisse      | Sven Epiney                                                                                   |                                       |                                                                                    | Jennifer Bosshard         | [ 262 ] |
| Suisse      | (it) RSI La 2                                                                                 | (it) RSI La 2                         | (it) RSI La 1                                                                      | Jennifer Bosshard         | ,       |
| Suisse      | Ellis Cavallini et Gian-Andrea Costa                                                          |                                       |                                                                                    | Jennifer Bosshard         | ,       |
| Suisse      | (fr) RTS 2                                                                                    | (fr) RTS 2                            | (fr) RTS 1                                                                         | Jennifer Bosshard         | [ 265 ] |
| Suisse      | Jean-Marc Richard et Nicolas Tanner                                                           | Jean-Marc Richard et Nicolas Tanner   | Jean-Marc Richard, Nicolas Tanner et Julie Berthollet                              | Jennifer Bosshard         | [ 265 ] |
| Tchéquie    | ČT2                                                                                           | ČT2                                   | ČT2                                                                                | Radka Rosicka             | ,       |
| Tchéquie    | Vašek Matějovský, Patricie Kaňok Fuxová et Dominika Hašková                                   |                                       |                                                                                    | Radka Rosicka             | ,       |
| Ukraine     | Suspilne Kultura                                                                              | Suspilne Kultura                      | Suspilne Kultura                                                                   | Jamala                    | [ 268 ] |
| Ukraine     | Timour Mirochnytchenko                                                                        |                                       |                                                                                    | Jamala                    | [ 268 ] |
| Ukraine     | Radio Promin                                                                                  |                                       |                                                                                    | Jamala                    | [ 268 ] |
| Ukraine     | Dmytro Zakharchenko et Lesya Antypenko                                                        |                                       |                                                                                    | Jamala                    | [ 268 ] |

### Dans les autres pays
| Pays              | Diffuseur et commentateur(s)    | Diffuseur et commentateur(s) | Diffuseur et commentateur(s)                                 | Réf.    |
| Pays              | Première demi-finale            | Deuxième demi-finale         | Finale                                                       | Réf.    |
| ----------------- | ------------------------------- | ---------------------------- | ------------------------------------------------------------ | ------- |
| Brésil            | Non diffusées                   | Non diffusées                | Zapping Music Live                                           | [ 269 ] |
| Brésil            | Non diffusées                   | Non diffusées                | Priscila Bertozzi                                            | [ 269 ] |
| Chili Pérou       | Non diffusées                   | Non diffusées                | Zapping Channel (Chili) Zapping Music Live (Pérou)           | ,       |
| Chili Pérou       | Non diffusées                   | Non diffusées                | Rayen Araya et Ignaco Lira                                   | ,       |
| États-Unis        | Peacock                         | Peacock                      | Peacock                                                      | [ 272 ] |
| États-Unis        | Pas de commentaire              |                              |                                                              | [ 272 ] |
| Kosovo            | RTK1, Radio Kosovo 2            | RTK1, Radio Kosovo 2         | RTK1, Radio Kosovo 2                                         | [ 273 ] |
| Kosovo            | Agron Krasniqi et Egzona Rafuna |                              |                                                              | [ 273 ] |
| Monténégro        | TV CG 1, Radio 98               | TV CG 1, Radio 98            | TV CG 1, Radio 98                                            | [ 274 ] |
| Monténégro        | Dražen Bauković                 |                              |                                                              | [ 274 ] |
| Macédoine du Nord | MRT 1, Radio Skopje             | MRT 1, Radio Skopje          | MRT 1, Radio Skopje                                          | [ 275 ] |
| Macédoine du Nord | Aleksandra Jovanovska           |                              |                                                              | [ 275 ] |
| Slovaquie         | Non diffusées                   | Non diffusées                | Rádio FM                                                     | ,       |
| Slovaquie         | Non diffusées                   | Non diffusées                | Daniel Baláž, Lucia Haverlík, Pavol Hubinák et Juraj Malíček | ,       |

### Audiences
En 2024, le Concours atteint 163 millions de téléspectateurs, soit une hausse d'un million par rapport à l'année précédente. Le tableau ci-dessous résume les audiences de la finale dans différents pays diffuseurs :
| Pays                          | Part d'audience     | Téléspectateurs                          | Réf.    |
| ----------------------------- | ------------------- | ---------------------------------------- | ------- |
| Allemagne                     | 36,8 %              | 7 380 000                                | [ 279 ] |
| Australie                     | 13,4 % (en différé) | 209 000 (en direct) 226 000 (en différé) | [ 280 ] |
| Autriche                      | 48 %                | 1 007 000                                | [ 281 ] |
| Belgique Communauté flamande  | NC                  | 861 423                                  | [ 282 ] |
| Belgique Communauté française | NC                  | 314 166                                  | [ 282 ] |
| Croatie                       | 74 %                | 1 225 000                                | [ 283 ] |
| Espagne                       | 41,8 %              | 4 886 000                                | [ 284 ] |
| Estonie                       | NC                  | 223 000                                  | [ 285 ] |
| Finlande                      | NC                  | 1 200 000                                | [ 286 ] |
| France                        | 36,8 %              | 5 396 000                                | [ 287 ] |
| Grèce                         | 68,1 %              | 2 806 000                                | [ 288 ] |
| Irlande                       | 54 %                | 666 000                                  | [ 289 ] |
| Islande                       | 42,3 %              | 111 580                                  | [ 290 ] |
| Italie                        | 36,0 %              | 5 341 000                                | [ 291 ] |
| Norvège                       | NC                  | 884 000                                  | [ 292 ] |
| Pays-Bas                      | NC                  | 786 000                                  | [ 293 ] |
| Portugal                      | 21,9 %              | 924 500                                  | [ 294 ] |
| Slovénie                      | 47 %                | 271 200                                  | [ 295 ] |
| Royaume-Uni                   | NC                  | 7 600 000                                | [ 296 ] |
| Suède                         | NC                  | 2 310 000                                | [ 297 ] |
| Suisse Suisse alémanique      | 53,3 %              | 614 000                                  | [ 298 ] |
| Suisse Suisse romande         | 36,7 %              | 121 000                                  | [ 299 ] |
| Ukraine                       | 17,4 %              | 800 000                                  | [ 300 ] |